# Principaux fondateurs du Touquet-Paris-Plage

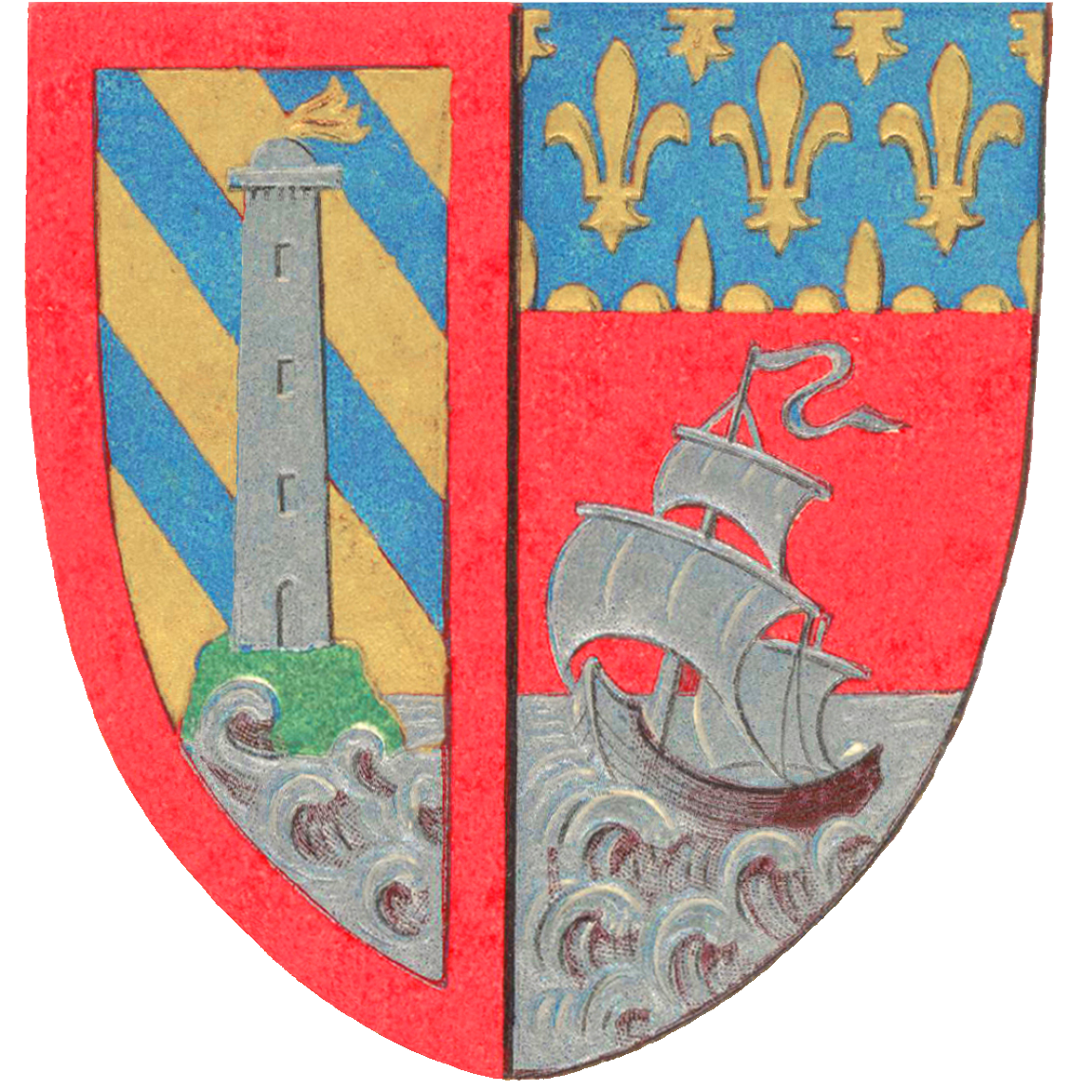
Blason du Touquet-Paris-Plage.

Les principaux fondateurs du Touquet-Paris-Plage, personnalités qui ont œuvré à la création de Paris-Plage, nom dû à Hippolyte de Villemessant, puis du Touquet-Paris-Plage, commune érigée en 1912 qui, sans eux, n'aurait pas connu le développement de son patrimoine très riche qui en a fait une destination touristique reconnue. Le Touquet-Paris-Page étant aujourd'hui, la première station balnéaire dans les Hauts-de-France.

## Alphonse Daloz, le fondateur

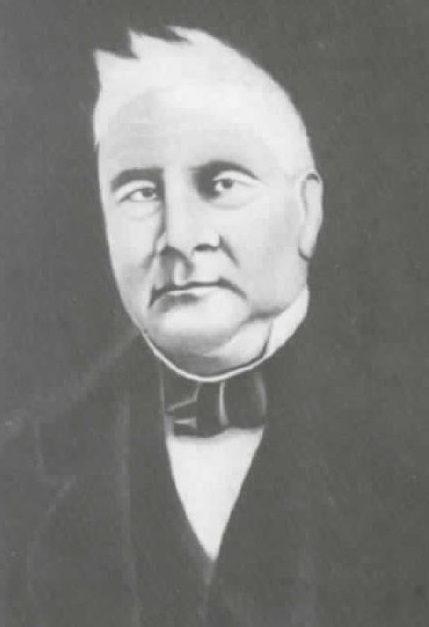
Portrait d'Alphonse Daloz.

Alphonse Daloz (1800-1885), né à Paris et mort à Nice, est le créateur de Paris-Plage, il plante une forêt et jette les fondations de ce qui donnera naissance en 1912 à la commune du Touquet-Paris-Plage.
Alphonse Jean Baptiste Daloz, notaire parisien, décide de se retirer du notariat et rêve de se livrer à une exploitation agricole et, pour ce faire, achète à l'état, avec d'autres associés, les garennes de Trépied, d'une superficie de 1 600 hectares, pour la somme de 150 000 F. Après des essais d'agriculture, d'élevage et de distillerie peu rémunérateurs, il décide, avec M. Rigaud, son gendre et désormais seul associé, de planter, avec succès, une vaste forêt de pins maritimes, ainsi que des oyats en bord de mer et sur les dunes.
Vers 1864, il fait construire son château, à l'emplacement de l'actuel Casino de la forêt. Hippolyte de Villemessant, directeur du Figaro, lui suggère de créer une plage, de l'appeler Paris-Plage, et de l'aider à lancer ce projet, ce qu'Alphonse Daloz accepte.
Vers 1880, il s'adjoint un géomètre, en la personne de Raymond Lens, pour établir le premier lotissement (quadrilatère formé par la rue Jean Monnet, le boulevard Daloz, l'avenue Louis-Hubert et le boulevard de la Mer (Docteur Jules Pouget aujourd'hui)), et toutes les rues pour le desservir, il n'y avait plus qu'à attendre les premiers acquéreurs…

## Architectes et entrepreneurs
Le patrimoine architectural de la station tel que les visiteurs le découvrent aujourd'hui est dû aux nombreux architectes qui ont créé le style touquettois » qui, faisant la synthèse de multiples origines, est à l'origine d'une grande diversité de villas dont le dénominateur commun est la fantaisie. En forêt, les Anglais conservent un parc très boisé tout autour de leur villa, d'autant que les clôtures et les limites entre les propriétés privées et le domaine public sont interdites.

## Autres fondateurs et artisans du développement
- Haut – A
- B
- C
- D
- E
- F
- G
- H
- I
- J
- K
- L
- M
- N
- O
- P
- Q
- R
- S
- T
- U
- V
- W
- X
- Y
- Z

### A

#### Louis Aboudaram
Louis Aboudaram (1893-1946) est banquier et président du conseil d'administration de la « société des grands établissements du Touquet-Paris-Plage », il est très actif dans le développement du Touquet-Paris-Plage.

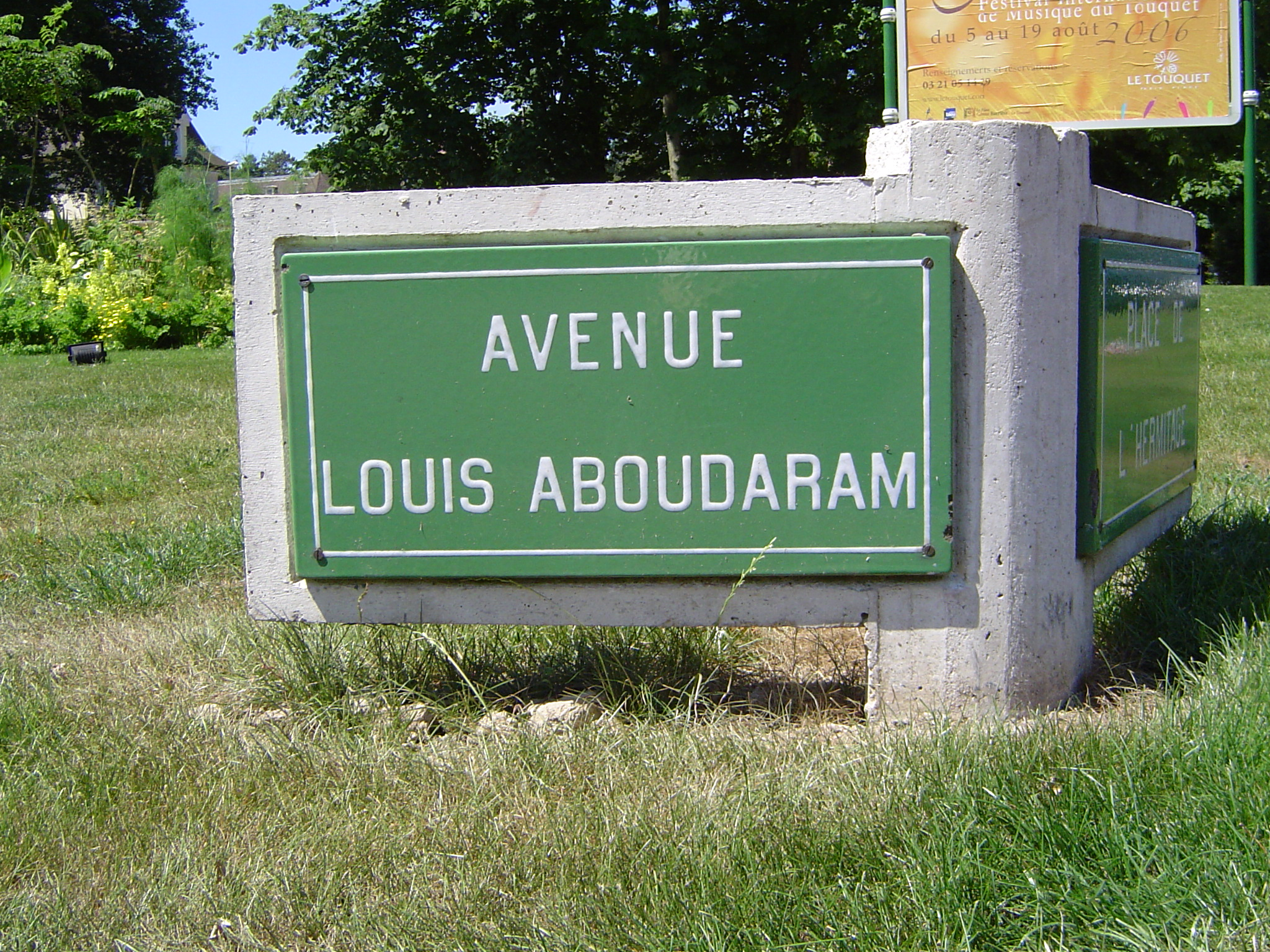

La ville du Touquet-Paris-Plage lui rend hommage en donnant son nom à une avenue, l'avenue Louis-Aboudaram, qui rejoint la place de l'Hermitage.

### B

#### Maurice Louis Bandeville
Maurice Louis Bandeville (1877-1953) est un homme de lettres et publiciste, il est directeur de la société des sports de Paris-Plage de 1904 à 1914.

#### Arsène Bical

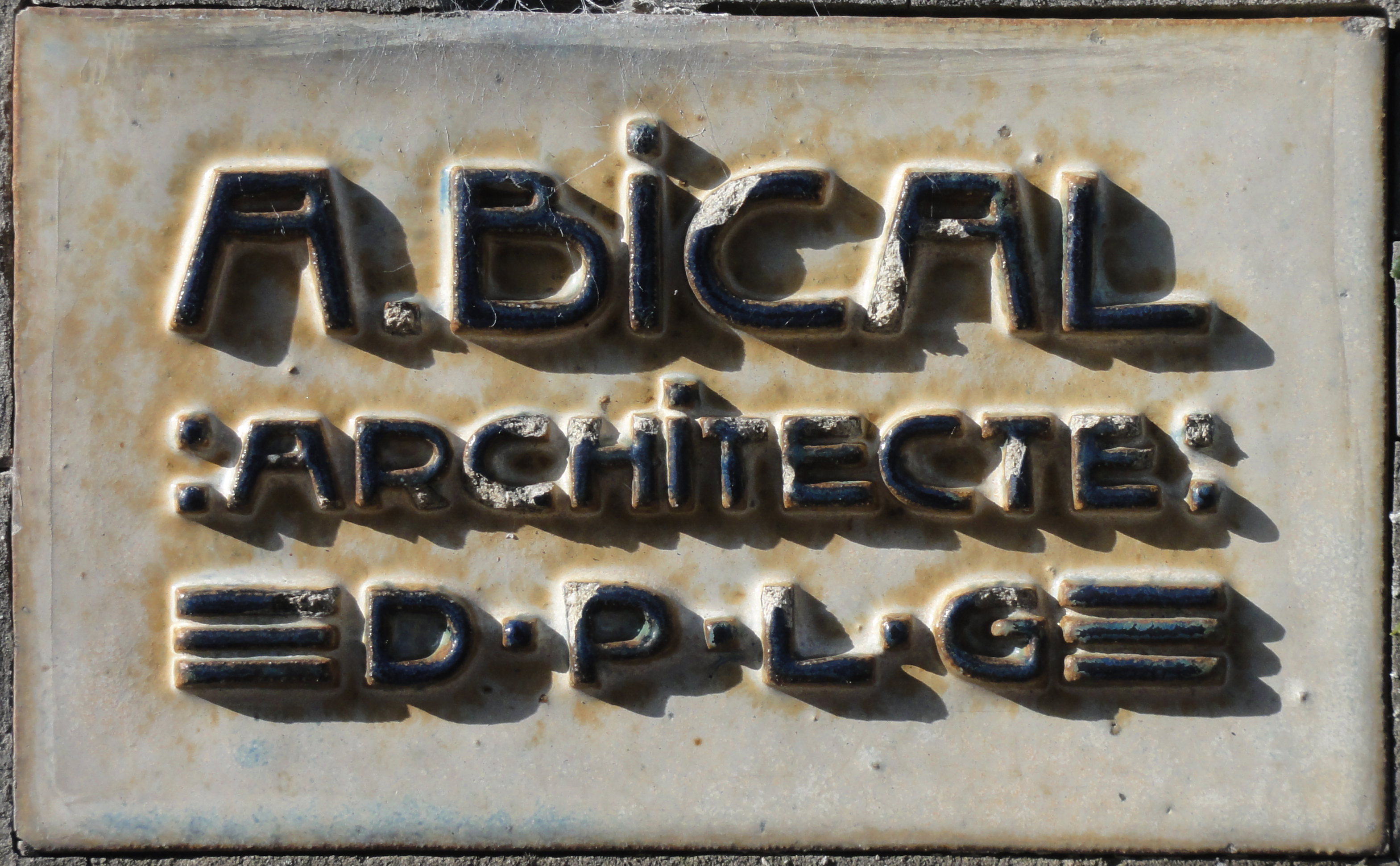

Arsène Bical (1884-1925) est un architecte, ancien associé d'Albert Pouthier. Il s'installe à Paris-Plage en 1907.

#### Anatole Bienaimé
Anatole Bienaimé (1848-1911), est un architecte d'Amiens et Paris-Plage. Adjoint au maire de la ville d'Amiens, il est ancien président de la commission des chemins à Paris-Plage.
Il est l'un des huit fondateurs le 9 juillet 1906 de la société académique de Paris-Plage.
Il est l'architecte de plus d'une centaine de villas au Touquet-Paris-Plage dont la plupart figurent à l'inventaire général du patrimoine culturel.

### C

#### Édouard Champion
Édouard Champion (1882-1938) est un éditeur-libraire et écrivain français installé à Paris. Il est aussi impliqué dans l'histoire du Touquet-Paris-Plage, et plus particulièrement de son musée.

#### Marie Codron
Marie Codron (1840-1898) est dite la « mère nourricière » des Paris-Plageois.
- Famille

Marie Codron naît à Étaples, le 23 septembre 1840, du mariage, le 15 août 1836 à Étaples, de Pierre François Codron, marin, et de Marie Antoinette Julie Ramet. Sa famille paternelle est une famille de pécheurs, les garçons s'en vont à la mer et les filles « les petites matelotes » sont amenées à la plage pour pêcher la crevette et procurer un peu d'argent à la famille. Marie Codron connaît cette pénible existence au début de sa vie. Très jeune, Marie perd son père. Sa mère épouse en secondes noces, le 21 mai 1844 à Étaples, le charpentier de marine Pierre Marie Dachicourt.
Le 12 mai 1863, elle épouse un marin, Antoine Jean Louis Margollé, futur patron de bateau. De ce mariage, sont nés trois enfants. La pêche, vendue à la criée d'Étaples, étant souvent vendue à des prix dérisoires, c'est ce qui inspire, à Marie Codron l'idée d'aller vendre son poisson au Touquet.
- Son histoire à Paris-Plage

Elle débute la vente de poissons dans une petite échoppe en planches, rue de Paris. Puis elle apporte d'Étaples, le poisson, le pain, les légumes et autres victuailles, qu'elle vend avec beaucoup de bonne humeur, et qui rend bien service aux Paris-Plageois. Elle doit quitter la rue de Paris, et s'installe dans une plus grande boutique, rue Raymond-Lens, à côté du petit chalet Villemessant qui appartenait à Ernest Legendre.
Ensuite, elle décide la construction d'un hôtel café restaurant : l'hôtel café du Nord, à l'angle des rues Saint-Louis et de Londres, elle y continue son commerce d'épicerie. La concurrence, avec l'arrivée de négociants comme la famille Ramet, l'oblige à s'orienter uniquement vers l'hôtellerie, elle agrandit son hôtel qui devint l'hôtel de Paris en 1888.
Malheureusement, pas née pour les affaires et se faisant voler par les uns et « rouler » par les autres, son affaire connaît des difficultés financières, elle doit céder son hôtel aux frères Street. À la suite de cela, elle ouvre une affaire de fruits et primeurs, dans une petite boutique en planche, dénommée Figaretto, rue de Paris.
Elle est également la receveuse de monsieur le curé, pour la perception des droits de chaises.
En 1897, atteinte d'une maladie incurable, elle cesse toute activité, et meurt l'année suivante, le 7 août. Elle est inhumée dans le cimetière d'Étaples le 9 août 1898.

#### Édouard Courchinoux
Édouard Courchinoux (1891-1968) est publicitaire affichiste, il est le créateur du caddy de couleur rouge qui devient l'emblème du Touquet-Paris-Plage.
- Son histoire au Touquet-Paris-Plage

En 1925, le Touquet-Paris-Plage en quête de notoriété lance un concours d'affiches présidé par Pierre Carrier-Belleuse. Dans le jury, on compte le très sérieux conservateur du musée de Berck, le peintre Jan Lavezzari. Celle du vainqueur sera placardée dans Paris à 45 000 exemplaires. Parmi les sept projets, c'est le caddie d'Édouard Courchinoux (1891-1968) qui remporte le prix de 2 500 F. Le caddy, de dos, tient un drapeau de golf dans sa main gauche, à l'origine, sur l'affiche qui a été primée, il tenait une raquette de tennis, l'objectif étant de montrer que le Touquet-Paris-Plage était une station surtout dédiée aux sports. Désormais décliné, le petit caddy est souvent présent à l'arrière des voitures afin de montrer son attachement à le Touquet-Paris-Plage, il a aussi été décliné, en 1927, par messieurs Charlot et Ferré, en bouchon de radiateur de voiture, il sera également utilisé sur une affiche de la Compagnie du chemin de fer du Nord.

L'affiche officiel retenue par le Touquet-Paris-Plage.

### D

#### Jules Dachicourt
Jules Dachicourt (1864-1949) est loueur de canot à Paris-Plage. Il assure par intérim les fonctions de maire du Touquet-Paris-Plage de mars à décembre 1915.
- Famille

Jules François Dachicourt, dit Bibi, sobriquet donné à sa naissance, par une anglaise qui s'est écriée « oh, le joli petit bibi », est né le 4 juillet 1864 à Étaples, fils de François Marie Joseph, marin, et de Victoire Caloin.
Le 24 novembre 1886 à Étaples, il épouse Alice Pauline Roussel, née le 14 juillet 1868 à Berck, fille de Norbert Marie Napoléon, marchand, et de Pauline Sylvie Devisse.
Ils ont une fille Alice Pauline Victoire, née le 7 septembre 1888 à Étaples, mariée, à Paris-Plage, le 27 avril 1910 avec Léon Georges Ferré, agent de location,. Ils ont trois enfants, Jacques, né en 1913, Maurice, né en 1919 et Jean, né en 1921.
- Son histoire à Étaples

Il exploite, d'une part, le café de la marine  face au calvaire et son épouse tient l'épicerie mitoyenne, une salaison qui expédie à Paris et Belfort, et d'autre part, une affaire d'armement pour l'importante marine de pêche à voile de l'époque ; vers 1900, Étaples a une importante flottille d'environ 80 bateaux.
- Son histoire à Paris-Plage

En 1904, il fait construire, à l'extrémité nord de ce qui est maintenant l'avenue Jean-Bart, deux villas mitoyennes La Frégate et La Corvette complètement isolées à l'époque de la station balnéaire, situées avenue Duquesne, côté nord, entre l'avenue Jean-Bart et l'avenue de Villemessant aujourd'hui, à 800 m, accessible par un chemin de sable qui serpente dans la dune.
Outre ses occupations nautiques, il ouvre en 1905, au 104, rue de Paris, un commerce de photographie pour travaux amateurs, portraits d'art et édition de cartes postales sous l'appellation « clichés Dachicourt ». Ce commerce est tenu par sa fille Alice, qui épouse en 1910 Georges Ferré.
Il construit une estacade à l'emplacement de l'actuel Cercle nautique ; il est l'animateur des premières régates avant la Première Guerre mondiale.
De 1919 à 1925, avec ses amis Jules Water, Léon Duquesnoy et Léon Soucaret, il participe à la création et à l'exploitation de la « société anonyme étaploise de transport maritime » qui transite des marchandises du port d'Étaples vers l'Angleterre, la Suède et la Norvège. cette société possède deux cargos, le Quentovic et le Ville d'Étaples. Les difficultés insurmontables provoquées par l'administration maritime eurent raison de cette société et elle fut alors dissoute.
En 1933, il a l'idée de créer un cercle nautique, il voit le jour en 1934 au cours d'une réunion à la brasserie de la plage. Le Cercle Nautique du Touquet (CNT) a pour président d'honneur le maire : le docteur Jules Pouget, le président est Henri Savignon, le vice-président : le docteur Pierre Ferrier, le secrétaire trésorier : Gustave Porcher, membres de bureau Henri Ternois et Maurice Harraut et capitaine de port Jules Dachicourt.
Le capitaine de port, Jules Dachicourt, développe rapidement le club pour en faire un des plus importants de France quant au nombre de membres.
Il est construit un Club House original constitué d'une péniche coupée en deux, dont les deux parties sont accolées. L'ensemble est détruit pendant la Seconde Guerre mondiale.
Après la Seconde Guerre mondiale, en 1945, bien que complètement sinistré, le CNT est reconstitué sous la présidence du docteur Pierre Ferrier.
Jules Dachicourt meurt le 12 avril 1949 à Montreuil. Il est inhumé au cimetière du Touquet-Paris-Plage.

#### Charles Delambre
Charles Delambre (1858-1908) est l'éditeur des ouvrages relatifs à Paris-Plage et directeur puis propriétaire du journal Paris-Plage Arcachon du Nord.
Il est l'un des huit fondateurs le 9 juillet 1906 de la société académique de Paris-Plage.

#### Joseph Gustave Séraphin Deligny
Joseph Gustave Séraphin Deligny (1871-1947) est le curé de la paroisse de Paris-Plage puis du Touquet-Paris-Plage.
Il est admis comme membre titulaire de la société académique de Paris-Plage lors de la première assemblée générale le 27 août 1906.
- Famille

Joseph Gustave Séraphin Deligny est né le 20 juin 1871 à Coupelle-Vieille dans le département du Pas-de-Calais. Il est le fils de Constantin Théodore Séraphin, tisserand, et de Stéphanie Célinie Alphonsine Wallet, mariés le 10 janvier 1866 à Coupelle-Vieille.
- Vie sacerdotale

Il est ordonné prêtre à Arras, le 10 juillet 1895.
Il est professeur de seconde au collège de Bapaume de 1895 à 1897.
Il est vicaire à Berck-sur-Mer en octobre 1897.
- Son histoire à Paris-Plage

Joseph Gustave Séraphin Deligny est le curé de la paroisse du 3 juillet 1903 au 10 juin 1947.
En 1906, il habite rue de Metz.
Il est le directeur-fondateur de La Voix de Saint-André, écho paroissial de Paris-Plage, depuis janvier 1904.
En 1911, le 16 juillet, il célèbre la première messe de la nouvelle église Jeanne-d'Arc.
En 1916, pour faire face à l'arrivée de près de 5 000 Flamands des communes d'Ypres, Dixmude, Furnes…, le curé Deligny met l'église à la disposition de l'abbé Pille, qui y célèbre pour la population flamande les offices et tout spécialement la cérémonie de la fête du Roi à laquelle les Belges sont très attachés.
Il est mort au Touquet-Paris-Plage le 10 juin 1947 à l'âge de 75 ans.

#### Pierre Déplanque
L'abbé Pierre Déplanque (1829-1916) est le premier prêtre desservant de Paris-Plage ; il est le curé de la paroisse du 8 juillet 1888 au 2 septembre 1899.
- Famille et formation

Pierre Augustin Déplanque est né le 8 mars 1829 à Montcavrel dans le département du Pas-de-Calais, fils de Nicolas Augustin, tonnelier, et de Madeleine Virginie Quéval mariés le 2 mars 1829 à Montcavrel.
À quatorze ans, il entre au collège de Montreuil, ensuite au séminaire d'Arras, où a lieu sa formation pour le clergé.
- Vie sacerdotale

Le 22 septembre 1855, il est ordonné prêtre, et aussitôt nommé vicaire à Zutkerque où il reste jusqu'en 1857. Le 16 novembre 1857, il est nommé curé de Cucq par Pierre-Louis Parisis.
- Son histoire à Paris-Plage

Le 8 juillet 1888, il arrive à la chapelle Saint-André de Paris-Plage pour son inauguration, qualifiée de chapelle de secours de l'église communale. La chapelle est bénie par l'abbé Queste, archiprêtre de Montreuil, assisté de l'abbé Déplanque ainsi que de l'abbé Gervais Louis Guérin, propriétaire de la villa Saint-Hubert à Paris-Plage.
L'abbé Déplanque, pour répondre au vœu de l'archiprêtre qui demande qu'on termine l'église complètement en lui donnant un revêtement digne du culte, annonce qu'une quête spéciale sera faite chaque dimanche. Lors de la fête du 15 août 1889, Dominique Prévost-Blondel (propriétaire de la villa Concordia et M. Greisch (propriétaire de la villa Henry) organisent une messe solennelle en musique, avec des artistes de talent ; le père Dominicain Dubray du couvent d'Amiens y prononce un discours sur la nécessité d'avoir une vraie église, les dames quêteuses ramassent la somme de 1 800 F, une très belle recette qui permet de pourvoir à la décoration intérieure, et l'abbé commence à thésauriser pour l'agrandissement de la chapelle, puisque chaque dimanche, plus de cent personnes ne peuvent y pénétrer.
En 1890, le 31 août, il bénit solennellement le premier canot de sauvetage, en présence des membres de la Société humaine : M. Lhomel fils représentant le président de la Société, le vice-président M. Bigot, Louis Bigot-Descelers (maire d'Étaples) , etc.
En 1892, il adopte l'idée du père Dubray : la construction d'un transept qui doublerait la capacité du monument. Plus tard, on y ajouterait un chœur pour le terminer. C'est Louis Marie Cordonnier, architecte à Lille qui est chargé des plans. Le devis s'élève à 9 000 F.
En 1893, Alfred Williez, évêque d'Arras vient, en compagnie de son premier vicaire, l'archiprêtre de Montreuil et de l'abbé Déplanque, rendre visite à la nouvelle station, et honore les habitants de sa présence.
Sur les 9 000 F nécessaires à l'agrandissement, seuls un peu plus de 6 000 F ont été récoltés. L'abbé Déplanque, décide néanmoins d'entreprendre les travaux, en garantissant, sur sa fortune personnelle, le paiement de l'entreprise. Les travaux commencent au printemps 1894, la partie du fond, servant de chœur, est démolie et l'autel est provisoirement installé dans la nef. Une nouvelle souscription à l'initiative du Syndicat des propriétaires, permet de ramasser 1 800 F. L'inauguration a lieu l'avant-dernier dimanche du mois d'août 1894.
En 1897, compte-tenu de la foule immense qui doit se tenir en dehors de la chapelle, un nouvel agrandissement s'impose, la construction du chœur et d'une sacristie est décidée. La municipalité de Cucq donne un avis favorable. Le devis est de 5 500 F et le conseil de fabrique est autorisé à exécuter les travaux. L'inauguration a lieu, le jour de l'assomption, en 1898.
En 1899, l'évêché d'Arras décide d'installer un curé à demeure, mais ce ne sera pas l'abbé Déplanque, atteint par la limite d'âge.
En 1911, âgé de 82 ans, il se retire à Montreuil.
Le 8 octobre 1916, âgé de 87 ans, il meurt chez sa nièce, Mme Pruvost-Wacogne, à la ferme de Buire-en-Halloy à Nampont.

#### Léonce Deprez
Léonce Deprez, né le 10 juillet 1927 à Béthune et mort le 7 juillet 2017 à Rang-du-Fliers, est un sportif et homme politique français.
Il est maire du Touquet-Paris-Plage, une première fois, de juillet 1969 à juin 1995 puis une seconde fois, de mars 2001 à mars 2008.

#### Joseph Duboc

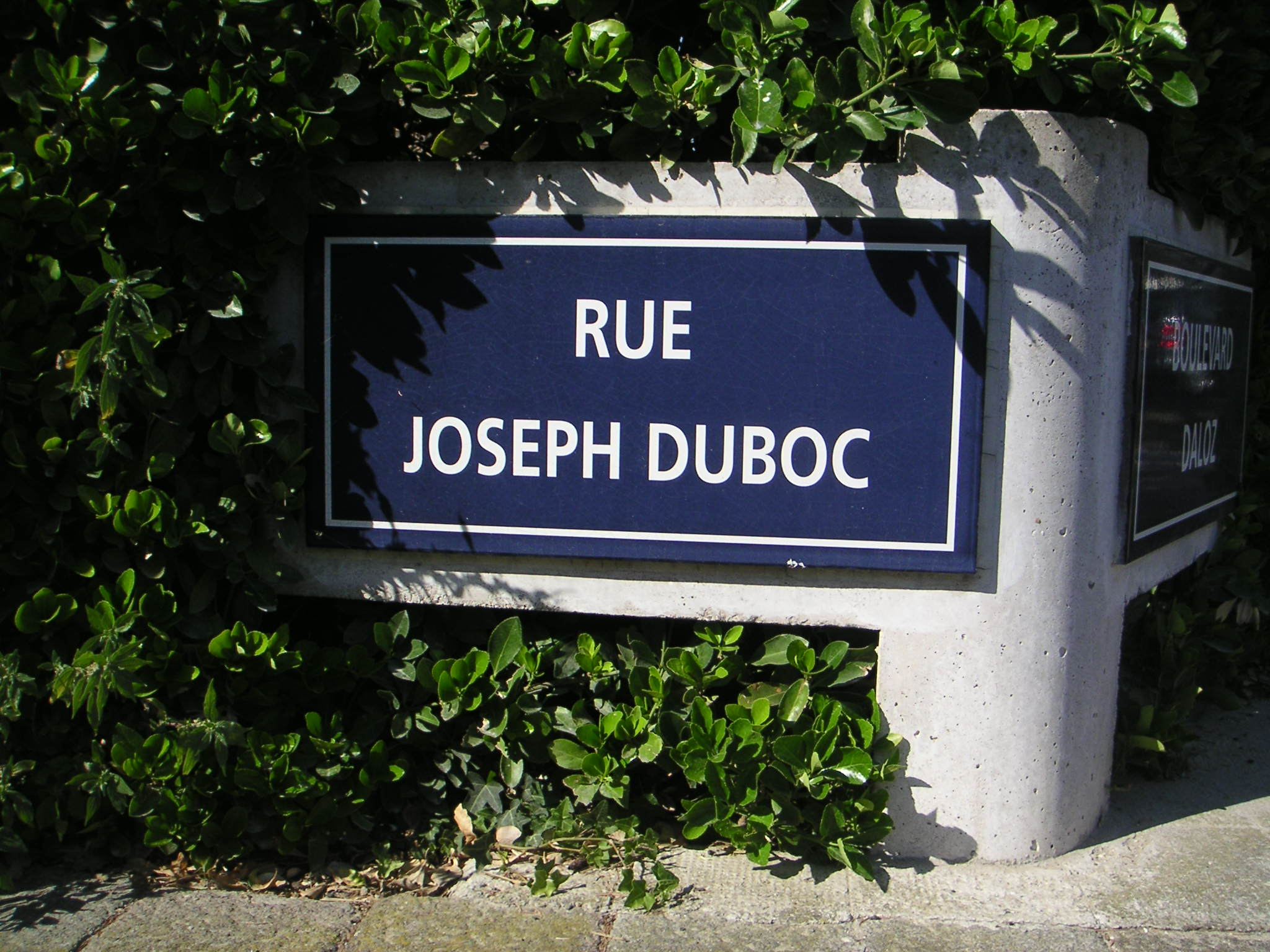

Joseph Duboc (1841-1906), est le premier entrepreneur établi à Paris-Plage. L'entreprise Duboc est l'une des principales entreprises à l'origine des premières constructions de Paris-Plage.
- Famille

Joseph Duboc est né le 3 mars 1841 à Étaples dans le Pas-de-Calais du mariage de François Duboc et de Marguerite Françoise Caloin, célébré à Cucq le 28 avril 1840.
François Duboc (1804-1872), le père de Joseph Duboc, né en 1804 dans le deuxième arrondissement de Paris, est menuisier et charpentier. Il vient au Touquet avec MM. Daloz, Hayon et Rigoulé, au moment de l'achat, à l’État, du domaine du Touquet. Il s'installe à Étaples, et se rend chaque jour au Touquet, pour participer à la construction du Château Daloz, dont il a soumissionné l'entreprise. Il fait également toute la charpente de la vacherie et de la distillerie (à l'emplacement de l'actuel Hermitage). Avec son épouse, ils décident de venir s'installer dans la petite maison du phare avec M. Caloin père. C'est donc à Paris-Plage que Joseph Duboc passe une grande partie de son enfance. Marguerite Françoise Caloin, son épouse, est née le 25 avril 1808 à Étaples. Le 9 février 1830, elle épouse à Étaples Jean François Denis Dachicourt, marin qui meurt à Étaples le 20 mai 1835. Veuve, elle épouse en secondes noces François Duboc. Son père, Pierre Antoine Caloin (1773-1849) était gardien des vigies de la batterie de Saint-Frieux, marin, gardien des vigies et gardien du petit phare, remplacé par les deux nouveaux phares.
Joseph Duboc enfant, passe presque entièrement ses journées au château Daloz, la famille Daloz l'avait pris en réelle affection.
- Le 25 septembre 1873, Joseph Duboc épouse Aline Barbier à Étaples. De ce mariage naissent cinq enfants[AD62 11],[AD62 12] :
  - François, menuisier, marié à Aimée Marie Adèle Vadunthun
  - Joseph marié à Marie Water
  - Marie Joséphine mariée à Joseph Water
  - Émélie Marguerite mariée à Raoul Dusausoy
  - Edmond André Gustave Joseph, menuisier, marié à Marie Laurentine Jeanne Caron.

Émélie Duboc a fait partie des deux premières élèves, avec Jeanne Rivet, fille de Paul Rivet, à obtenir son certificat d'études primaires, de la première et nouvelle école de Paris-Plage, avec pour directrice Mme Decleer.
- Son histoire à Paris-Plage

Avec son père, Joseph Duboc participe, vers 1845, à l'entreprise de construction des deux grands phares électriques, ce sont eux qui dotent chacune des 360 marches de l'escalier d'un numéro particulier, travail de précision, qui leur confère une certaine réputation.
Après le décès, en 1849, de Pierre Antoine Caloin, ils reviennent habiter à Étaples, tout en continuant à travailler pour le château Daloz.
Lorsque François Duboc meurt le 8 avril 1872, son fils Joseph lui succède. Il devient le charpentier d'Alphonse Daloz et le délégué aux travaux du lotissement de Raymond Lens.
En 1880, Alphonse Daloz ayant décidé de créer une station balnéaire, Raymond Lens est chargé des plans du nouveau lotissement et de l'établissement des voies de communication. Pour les premiers travaux, Joseph Duboc, l'homme du château, y contribue, pour cela, il établit une cantine en planches pour les ouvriers, sur l'emplacement même, où s'élève un peu plus tard, sa première maison À la Naissance de la Plage 1882 qu'il habite avec sa femme, le 1er juin 1882.
En même temps, en face du futur hôtel des Dunes, il est construit une petite maison où un nommé Vadunthun d'Étaples, vient tenir un restaurant, il fait aussi le louage de voitures en 1886. Cette maison appartient à Alphonse Daloz, il la reprend et elle est donnée comme logement au premier garde de la plage Jacques Roberval. Cette habitation achetée par le peintre Chigot devient la villa Saint-Josse.
En 1882, il construit lui-même un baraquement en bois qu'il transforme en hôtel baptisé À la Naissance de la Plage 1882. Son atelier de menuiserie est mitoyen de l'hôtel exploité par sa femme.
Joseph Duboc fabrique la « chaise de puits » permettant le forage dans le sable avant l'adduction des eaux de Rombly à Paris-Plage. Son fils François lui succède.
La commune lui rend hommage en donnant son nom à la rue de la Lune, rue où se situaient son hôtel et son atelier : la rue Joseph-Duboc.
Joseph Duboc meurt, à Paris-Plage, le 31 décembre 1906. Il est inhumé à Étaples.
Deux fils reprennent la suite de leur père, et une des filles Marie reprend l'hôtel, son mari Joseph Water s'occupant de la vente de charbons. En 1925, l'hôtel porte toujours sa dénomination historique À la Naissance de la Plage 1882.

#### Alphonse Dufossé
Alphonse Dufossé (1860-1934), est un ingénieur du Génie maritime et premier agent technique de la commission des chemins de Paris-Plage, dès 1884.
- Famille et formation

Alphonse Joseph Alexandre Dufossé est né le 7 octobre 1860 à Boulogne-sur-Mer, il est le fils de Pierre Joseph Roch, préposé des douanes et de Claudine Alexandrine Couturier. Il épouse, le 2 octobre 1889 à Étaples, Lucie Léonie Élise Delaporte, née le 15 avril 1867 à Étaples, fille de Sidney Théodore Lucien, propriétaire marchand-brasseur, et de Urseline Léonie Leconte,.
Il fait toutes ses études à Boulogne-sur-Mer.
- Vie professionnelle

Il devient conducteur des ponts-et-chaussées en 1879, puis ingénieur des travaux publics de l'état. Il est attaché au service spécial des ports maritimes et des phares (subdivision d'Étaples) pendant 40 ans (1883-1923).
En 1923, il est ingénieur du Génie maritime en retraite, domicile à Étaples.
- Son histoire à Paris-Plage

Il a collaboré à l'éclosion et au développement de Paris-Plage et du Touquet-Paris-Plage depuis 1883.
Il est :
- le premier agent technique de la commission des chemins dès 1884 ;
- l'auteur des plans et directeur des travaux de la digue de mer (1913-1914) qui sera inaugurée en 1922, cette digue portera un temps le nom d'esplanade Alphonse Dufossé[8] ;
- l'ingénieur conseil de la ville, et des grands établissements du Touquet-Paris-Plage ;
- administrateur délégué de la société de la gare du Tramway d'Étaples à Paris-Plage.

Il assure tous les services durant la Première Guerre mondiale avec la complication du trafic intense du port d'Étaples et de la baie de la Canche pour les services du camp anglais d'Étaples-Camiers.
En 1920, il collabore à la constitution de la piste du champ de courses et du terrain de polo.
Le 6 août 1923, il est élu membre titulaire de la société académique du Touquet-Paris-Plage.
En 1928, il aménage les terrains d'un troisième et nouveau golf.
Il meurt à Étaples, le 7 mars 1934.

### F

#### Émile Facon
Émile Facon (1852-1915), ancien sous-préfet de Péronne, chevalier de la Légion d'honneur, est l'un des principaux artisans de la promenade du bord de mer.
- Famille, formation et vie professionnelle

Émile François Augustin Facon est né le 10 janvier 1852 à Rexpoëde dans le département du Nord, il est le fils d'Eugène Émile Facon, né à Hazebrouck percepteur des contributions directes, mort en 1870, et de Célérité Josèphe Pigouche, née à Lillers, mariés à Lillers le 26 février 1851,.
Il appartient à ses grandes familles bourgeoises de la Flandre et de l'Artois.
Il épouse, le 11 juin 1887 à Maubeuge, Gabrielle Natalie Herbecq, fille d'Ernest Herbecq, notaire honoraire, chevalier de la Légion d'honneur, député du Nord et deuxième président du syndicat des propriétaires de Paris-Plage.
Il obtient son diplôme de bachelier ès-lettres au lycée de Douai, il part pour Paris pour préparer ses examens afin d'entrer dans la marine de guerre, au Borda, une vocation selon lui. Malheureusement, c'est l'époque où Pierre-Napoléon Bonaparte, le cousin de Napoléon III vient de tuer Victor Noir, Émile Facon, qui est dans l'opposition républicaine, prend part aux manifestations, il est arrêté, en plus on le trouve porteur de couplets de La Marseillaise dans sa poche, ce qui est impardonnable à l'époque, le gouvernement impérial est intraitable, il est éliminé des concours et des examens.
Il décide d'entrer dans la marine marchande, il effectue un stage à l'école des élèves pilotes de Dunkerque, il embarque sur des navires de la compagnie Bordes, il navigue sur toutes les mers du monde et devient capitaine au long cours. Il contracte les fièvres de Cochinchine et doit finir par renoncer à sa vocation.
Il revient à Hazebrouck où sa mère réside.
Il fait son droit à l'université de Douai jusqu'à la licence, diplôme obtenu, il devient conseiller de préfecture à Mézières, Mâcon, Nantes et Lille.
En 1893, à Lille, il est nommé président du conseil de préfecture. Il est nommé ensuite secrétaire général de la préfecture du Cher, puis sous-préfet de Péronne. Il quitte Péronne, pour occuper le poste de secrétaire général de la préfecture de la Manche.
En 1905, il quitte l'administration préfectorale comme sous-préfet honoraire.
- Son histoire à Paris-Plage

En 1897, en même temps que son beau-père, il vient faire un séjour à Paris-Plage.
Le spectacle grandiose de la mer lui rappelle ses jeunes années de navigation, il décide, avec son beau-père de faire construire deux villas, côte à côte, Les Abeilles et La Houle, respectivement 181 et 183, boulevard du Docteur Jules Pouget (anciennement boulevard de la Mer), près du sémaphore. C'est dans cette dernière qu'il passe des séjours en compagnie de son ami, Hippolyte Verly, ancien rédacteur de l'Écho du Nord.
Son beau-père Ernest Herbecq ayant succédé à Georges Lallouette comme président du syndicat des propriétaires, Émile Facon collabore avec lui sur toutes les questions d'ordre public. Malheureusement, cette collaboration s'arrête avec la mort d'Ernest Herbecq en 1902.
Pour l'acquisition et la transformation en digue-promenade des lais de mer, il fait suivre les études préalables aux différentes administrations et services publics qui en relèvent. Et quel dévouement, quand il doit recueillir l'adhésion des riverains du boulevard de la Mer pour l'acquisition des terrains en face de leurs villas.
Le résultat de cette réalisation dépasse toutes les espérances, personne ne pouvait s'attendre à une telle majesté dans l'ordonnance de l'exécution, à une telle grandeur d'ensemble, grâce à l'uniformité des clôtures pour les jardins riverains. La digue et les chaussées parallèles sont terminées, il reste à vendre aux riverains les terrains devant leurs villas et créer les jardins.
En 1914, la Première Guerre mondiale éclate, Émile Facon et sa femme s'engagent comme infirmiers volontaires à l'hôtel Hermitage et à l'Atlantic hôtel.
Son dévouement est exceptionnel, et lui occasionne un surmenage, et, lorsqu'il tombe malade, il succombe en quelques jours d'une broncho-pneumonie infectieuse.
Il meurt, à l'âge de 63 ans, le 10 novembre 1915 au Touquet-Paris-Plage, il est d'abord inhumé dans le cimetière situé sur les bords de la Canche, en présence, entre autres, du docteur Menu, médecin chef de la place du Touquet-Paris-Plage et Édouard Lamy, délégué de la société française de secours aux blessés, qui prononcent un discours émouvant. Ce n'est qu'en septembre 1919 qu'il peut être ramené à Avesnes-sur-Helpe où il est inhumé avec ses beaux-parents M. et Mme Herbecq.

#### Pierre Ferrier
Pierre Ferrier (1890-1969), médecin généraliste, est maire du Touquet-Paris-Plage de 1963 à 1969. Il est qualifié de maire de la continuité de la station balnéaire.
- Famille, formation et vie professionnelle

Pierre Jules Marie Ferrier, né le 5 septembre 1890, dans le 8e arrondissement de Paris, fils de Jules Émile Ferrier, docteur en médecine et d'Hélène Bernardine Krompholtz.
Il est médecin généraliste. Il exerce, dans les années 1920, à Campagne-lès-Hesdin où, à cette période, il soigne également les enfants qui se trouvent au préventorium de l'abbaye de Valloires, puis il vient exercer au Touquet-Paris-Plage, son cabinet et son domicile se trouvent à la villa Pax Domi avenue des Oyats.
- Son histoire au Touquet-Paris-Plage

Voir aussi les réalisations pendant ses mandatures dans : 
Il est premier adjoint du maire, le docteur Jules Pouget, et il est élu maire, par le conseil municipal, en septembre 1963, à la mort de celui-ci. Léonce Deprez est son premier adjoint.
Après la Seconde Guerre mondiale, en 1945, bien que complètement sinistré, le cercle nautique est reconstitué sous sa présidence, avec une extension et d'importantes constructions.
Il crée des améliorations sanitaires dans les campings et promeut la réalisation de logements sociaux ILN (immeuble à loyer normal) et HLM.
Avec son premier adjoint, il réalise l'achat du Royal Picardy, qui a été passablement endommagé par les bombardements de la Seconde Guerre mondiale.
Il fait construire la salle de sports en forêt.
Sous son mandat, le Touquet-Paris-Plage, organise le jumelage avec Winterberg en Allemagne.
Sur une idée et sous l'impulsion de son premier adjoint, il lance les séjours à forfait « Week-end relaxe et semaine tonique ».
Il meurt, célibataire, le 5 mai 1969 à Puget-sur-Argens,. Il est inhumé à Saint-Raphaël (Var).

### G

#### Léon Garet
Léon Garet (1840-1912) est le premier vulgarisateur de Paris-Plage.
Constructeur au Touquet, il crée en 1894, le « Syndicat des propriétaires » du Touquet.
La commune lui a rendu hommage en 1925 en rebaptisant de son nom la rue Saint-Alphonse.

#### Émile Géneau
Émile Géneau conducteur des ponts et chaussées, fondateur de la première hôtellerie de Paris-Plage.
- Famille, formation et vie professionnelle

Louis Émile Géneau, né à Boulogne-sur-Mer le 7 septembre 1844 et mort le 21 mars 1889 à La Madeleine (Nord) est conducteur des Ponts et Chaussées. Il est le fils de Louis Marie Géneau, menuisier à Boulogne-sur-Mer et Justine Victoire Cardon, gendre de Raymond Lens (géomètre d'Alphonse Daloz), il est le premier hôtelier de Paris-Plage, avec l'hôtel Saint-Georges, construit en 1884, hôtel qui permet d'accueillir les premiers touristes.
Après de brillantes études, il réussit le 11 juin 1867 son examen d'aptitude à l'emploi de conducteur des Ponts et Chaussées, reçu avec le numéro un et la mention très-bien. Il fait ensuite un stage à Étaples avec son futur beau-père, Raymond Lens. Le 8 juin 1870, il est nommé conducteur auxiliaire. Lors de la guerre franco-allemande de 1870, il est blessé grièvement à la bataille de Saint-Quentin le 19 juin 1871 et fini sous-lieutenant.
Il revient à Étaples, épouse le 15 mai 1872, Sophie Lens, fille de son supérieur hiérarchique.
De son mariage, sont issus cinq enfants dont trois vivants : Émile, Jeanne et Sophie. Émile Raymond Auguste Géneau, né le 3 août 1875 à Frévent, est, ingénieur des chemins de fer de Rosario (Argentine), ingénieur à la compagnie des chemins de fer du Nord et maire de la ville d'Étaples, il se marie le 20 septembre 1916 à Abbeville, avec Antonine Marie Élisa Delaporte, il s'établit à Étaples, reconstruit et remet en marche, comme maître brasseur, la brasserie de son beau-père Sidney Delaporte, la brasserie Delaporte, située rue de Rosamel à Étaples, qui avait été endommagée pendant la Première Guerre mondiale.
En tant que conducteur des ponts et chaussées, il effectue divers travaux :
- de 1873 à 1877, il exécute des travaux du chemin de fer Saint-Pol-sur-Ternoise, Frévent et Abbeville ;
- de 1878 à 1885, il procède aux études et travaux du chemin de fer de Valenciennes au Cateau ;
- en 1885, il est attaché aux services des voies navigables du Nord et du Pas-de-Calais, il s'occupait entre autres, de l'entretien du canal de la Basse-Deûle.
- Son histoire à Paris-Plage

Entre-temps, en 1882, il achète un terrain à Paris-Plage et construit la villa Saint-Georges, qu'il transforme en hôtellerie de famille, tenue par Mme Sergeant. Il en fait une forte publicité à l'aide de circulaires, d'affiches et de réclame dans les journaux, bien aidé par un ami, M. Grellier, propriétaire de la villa Saint-Jean. Paris-Plage à ce moment ne comportait que de cinq habitations, les chalets Saint-Georges, l'Avant-Garde et La Vigie d'Henri Saumon, les Bergeronettes de {M.} Warenghem, qui fut appelé, Princesse Alice puis Ranavalo en 1921 et enfin Saint-Jean de M. Grellier. L'aventure de l'hôtel s'arrête en 1887, année de la construction du Grand-Hôtel.
Il meurt le 21 mars 1889 à La Madeleine, âgé de 45 ans, son épouse reste encore deux ans à la villa Saint-Georges, puis la vend en décembre 1891 au capitaine Azéma.

#### L'abbé Armand Eugène Guérin
L'abbé Armand Eugène Guérin (1840-1918) est le premier curé officiel de Paris-Plage de 1899 à 1903, à ne pas confondre avec l'abbé Gervais Louis Guérin, propriétaire à Paris-Plage de plusieurs chalets dont le chalet Saint-Hubert.
- Famille et formation

Armand Eugène Guérin naît le 2 juillet 1840 à Saint-Pandelon dans les Landes. Il est le fils de Marie Eugène, cocher bourgeois de Paris et de Clémentine Anathalie Joseph Asselin, mariés le 24 avril 1837 à la mairie du 10e arrondissement de Paris et à l'église Saint-Thomas-d'Aquin de Paris.
Sa mère étant originaire du Pas-de-Calais, Armand Eugène Guérin fait ses premières études dans un pensionnat à Savy-Berlette, commune du canton d'Aubigny-en-Artois.
Vers 1854, âge de 14 ans, il entre au petit séminaire d'Arras puis au grand séminaire pour accomplir ses études ecclésiastiques.
- Vie sacerdotale

En 1863, il est nommé professeur au petit séminaire.
En 1864, le 24 septembre, il est ordonné prêtre par Pierre-Louis Parisis. Il reste dans l'enseignement encore un an.
En 1865, le 11 septembre, il est nommé curé, sans passer par le vicariat, d'un village de 300 habitants, Sains-lès-Pernes (Pas-de-Calais), il exerce quinze mois.
En 1866, le 20 décembre, il est nommé à Ervillers (Pas-de-Calais), il exerce quinze années.
En 1880, le 1er septembre, il est nommé à Palluel (Pas-de-Calais), pour des raisons de santé, il n'exerce que deux ans, et par obligation, part se reposer à Arras.
En 1892, âgé de 52 ans, ne pouvant plus exercer de ministère paroissial, il est nommé aumônier des Ursulines d'Arras, il exerce sept années.
- Son histoire à Paris-Plage

En 1899, âgé de 59 ans, il est nommé à Paris-Plage. Son installation a lieu le dimanche 3 septembre, sa présentation est faite, devant les paroissiens, par l'abbé Queste, archiprêtre de Montreuil.
Il est le premier curé officiel de Paris-Plage, dans toute l'acception du mot, mais pas concordataire, le curé de Cucq étant le seul rétribué par l'État, il dépend donc directement de l'évêque et sa nomination est réservée à l'évêché d'Arras ; en conséquence, il est qualifié de curé épiscopal.
Ayant une certaine fortune, il achète le vaste chalet le Sacré-Cœur, près de la chapelle Saint-André, qu'il transforme en presbytère. Il y réside avec sa sœur.
En 1900, le 15 août, à la suite d'un incident survenu au syndicat causant l'annulation de la fête du pays, il annonce une procession dans les rues de la station balnéaire, c'est la première cérémonie de cette nature à Paris-Plage. Le cortège est ordonné par le curé et l'abbé Parsy, habitué de Paris-Plage, la ville est décorée de feuillages et d'emblèmes religieux, le sauveteur Paul Rivet, la poitrine constellée de décorations, porte une superbe bannière, des matelotes portent leur costume boulonnais, au total le cortège comporte 500 personnes, c'est un grand succès. La procession s'arrête devant la villa Concordia de la famille Prévost-Blondel, l'abbé Parsy monte sur la terrasse de la villa, harangue la foule avec un discours bien pensé, puis le cortège se remet en route vers la chapelle où se termine la cérémonie.
En 1901 et 1902, la procession de la Vierge se déroule avec de plus en plus de succès.
Il demande au syndicat de réfléchir à la création d'un cimetière, afin d'éviter de faire les enterrements à Cucq, distant de dix kilomètres. Cela sera réalisé quand Paris-Plage sera érigée en commune en 1912, le cimetière sera ouvert chemin des Hénons (18 juin aujourd'hui) en mars 1914.
En 1902, vers la fin de l'année, il est de nouveau question de changement de curé, la sœur de l'abbé Guérin voit sa santé s'altérer et ne supporte plus le climat maritime, il demande à l’évêché de quitter Paris-Plage.
En 1903, c'est l'abbé Eugène Deligny, vicaire à Berck qui le remplace, il est installé le 19 juillet.
Il est nommé chapelain à Notre-Dame d'Arras. Il y exerce jusqu'en 1912, époque où il prend sa retraite, âgé de 72 ans. Le bombardement incessant l'oblige à quitter Arras, il vient se réfugier à Hesdin où il aide le vicaire à assurer le service religieux, les autres prêtres étant partis pour le service militaire.
En 1918, il meurt le 24 octobre âgé de 78 ans, il est inhumé dans le caveau familial à Arras.

#### Charles Guyot
Charles Guyot, industriel à Maresquel-Ecquemicourt, est le fondateur du concours hippique.
- Famille et vie professionnelle

Charles Théophile Guyot est né le 14 mai 1851 à Charenton-le-Pont dans le Val-de-Marne, il est le fils de Théophile Alfred Alexis, commis marchand de vins, et de Françoise Adèle Narcisse Prévieux. Il se marie le 24 août 1875 à Maresquel avec Marthe Laure Alexandrine Laligant, née le 12 août 1855 à Maresquel, fille de Paul Joseph Alexandre, fabricant de papier, et de Eugénie Clémence Roullet,. Ils ont trois enfants, Geneviève Adèle Clémence, Marcel Paul (1878-1970) et Laure Marthe Jeanne.
Il meurt le 17 novembre 1921 à Maresquel,.
Il est conseiller général depuis août 1886 et vice-président, pendant 16 ans, du conseil général du Pas-de-Calais.
Il est maire de Maresquel de 1904 à 1921 et son fils, Marcel Paul, est également maire de cette ville de 1924 à 1929.
Il est également président de la société d'agriculture de l'arrondissement de Montreuil, dont il a créé et rédigé le bulletin, et président du groupe des fabricants de papier du Nord de la France.
Il introduit la distillation du cidre dans le Pas-de-Calais.
Il dirige, avec son beau-père, Paul Laligant, l'entreprise de papeteries de Maresquel.
- Son histoire au Touquet-Paris-Plage

Il est président du club hippique dont il assure le développement et la reconnaissance internationale.
Son fils, Marcel Paul Guyot-Laligant, prend la succession de son père dans ses activités au Touquet-Paris-Plage, Marcel Guyot-Laligant est propriétaire de chevaux de courses, cavalier de drags et rallyes, et surtout un cavalier de concours hippique, il fonde en 1904 le concours hippique au Touquet-Paris-Plage, l'animant et le développant, jusqu'à en faire un des plus beaux de France. En 1925, vice-président de la société des courses, il contribue efficacement à la création du magnifique champ de courses dont il devient le président en 1955. À l'âge de 90 ans, il se retire après avoir présidé pendant plus de 60 ans la société hippique et œuvré 45 ans à la société des courses. Il meurt le 24 décembre 1970.
- Distinctions

Charles Guyot est nommé chevalier de l'ordre national de la Légion d'honneur le 5 janvier 1895 puis promu officier par décret du 21 juillet 1909.
- Hommage

La municipalité du Touquet-Paris-Plage lui rend hommage en donnant son nom à une avenue. 

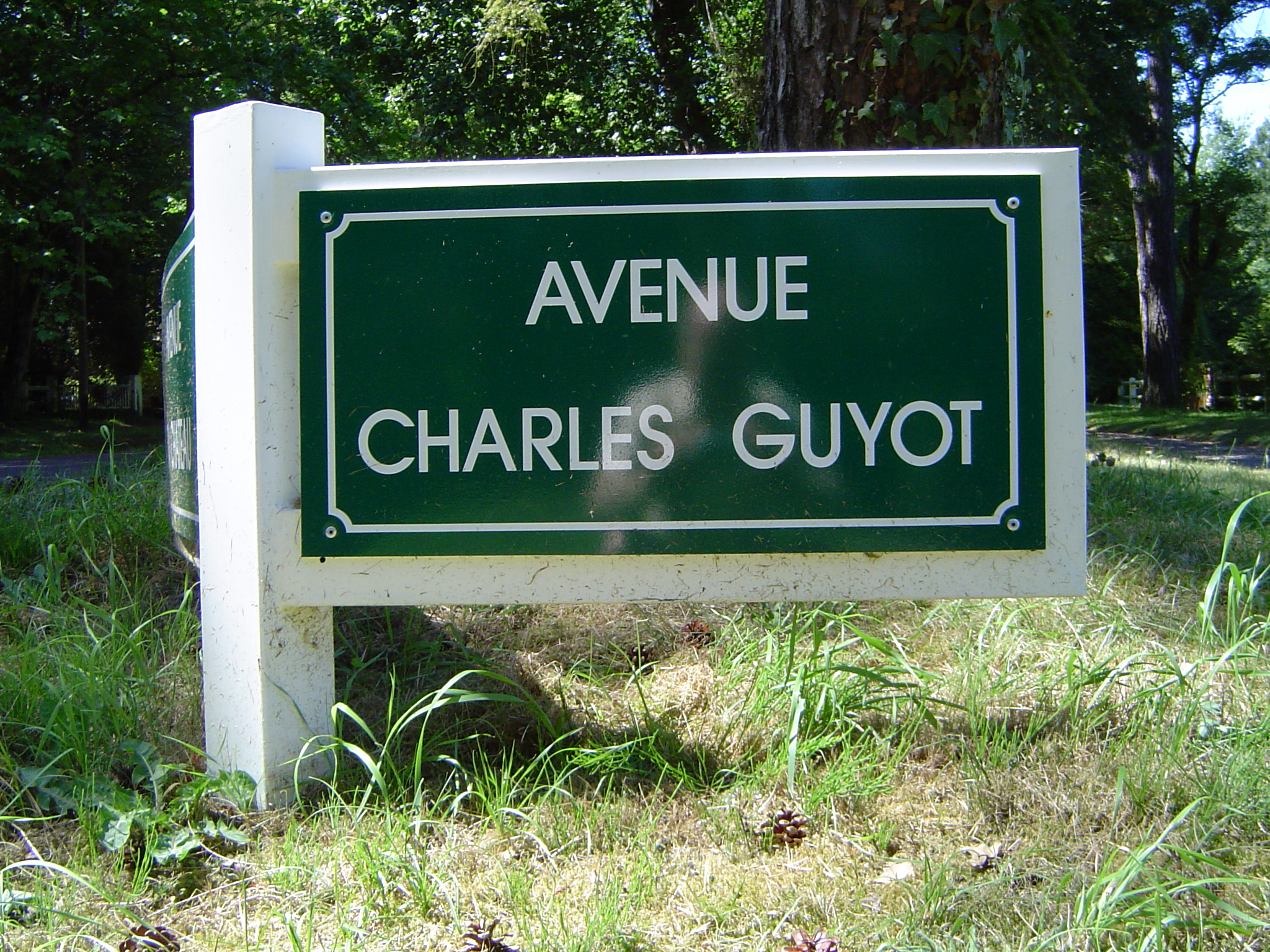

### H

#### Charles Herbert
Charles Herbert (1829-1919) artiste-peintre et photographe d'art, un des premiers vulgarisateurs de Paris-Plage.
En 1886, il arrive à Paris-Plage, il fait construire, sur les plans de l'architecte Charles Billoré, un chalet en bois, boulevard de la Mer (Docteur Jules Pouget aujourd'hui), entre les rues de Saint-Amand et de la Paix, auquel il donne le nom de Marthe et Marie (prénoms de ses deux filles) on le surnomme « le petit pointu ». Il en fait la décoration intérieure, de grandes fresques recouvrent les murs du vaste hall-salon, ses filles y sont représentées en pêcheuses de crevettes. C'est un véritable musée garni de nombreuses peintures représentant tous les aspects de la station balnéaire.
Il réalise, parmi ces nombreuses œuvres sur Paris-Plage, deux panoramas de la Canche, de 3 m sur 60 cm, la vue s'étend du pont de chemin de fer jusqu'à la mer, il réalise les premiers plans de la forêt et de la ferme Daloz vue à travers bois. Il réalise également une immense toile, représentant la conversion de saint-Paul sur le chemin de Damas, qu'il donne à la chapelle Saint-André de Paris-Plage.
En 1911, Mme Herbert meurt, il ne peut plus rester à Paris-Plage sans son épouse. Il vend ses deux villas et part habiter à Amiens, l'hiver, et à Quevauvillers, l'été, chez ses enfants, âgé de 85 ans, il peint toujours, des pommiers par exemple, qu'il avait toujours voulu peindre.

#### Louis Hubert
Louis Hubert (1840-1906) est un ancien chef de la gare d’Étaples et premier adjoint spécial en résidence à Paris-Plage.
- Famille et vie professionnelle

Aimable Louis Joseph Hubert est né le 8 octobre 1840 à Saint-Laurent-Blangy dans le département du Pas-de-Calais, il est le fils de Aimable et Augustine Josèphe Cauwet mariés le 15 septembre 1840 à Saint-Laurent-Blangy,.
- Louis Hubert épouse Félicie Aurélie Liénard, née le 28 janvier 1837 à Velaines, dans la province du Hainaut en Belgique, fille de François et Catherine Lenoir, et morte, en sa demeure rue de Paris, le 18 juillet 1912 au Touquet-Paris-Plage[AD62 28]. Ils ont deux fils :
  - Albert Hubert, né en 1870 à Origny-en-Thiérache loueur de voitures et transport puis propriétaire de l'hôtel des Dunes, à la mort de son père, il cède l'affaire lors de la Première Guerre mondiale et se retire à Saint-Josse, marié à Marie Clémence Isabelle Sailly, née en 1868 à Étaples, ils ont trois enfants :
    - Fernand
    - Juliette
    - Andrée, qui épouse Émile Vampouille, mort en 1918, des suites d'un éclat de bombe alors qu'il se trouve dans les dunes au-delà de l'Atlantic Hôtel.

  - Léon Hubert, né à Arras en 1865, il dirige la correspondance du chemin de fer entre Rang-du-Fliers et Berck. Marié à Philomène Margueritte Pochet, née à Étaples en 1864, il meurt le 5 mars 1892 à Étaples, laissant une fille, Aline, mariée, à Paris-Plage, avec Amédée Joseph Eugène Gressier[14], parents de quatre enfants, Eugène Gressier est tué, en 1918, pendant la Première Guerre mondiale[15],[16].

En 1855, âgé de 15 ans, il entre à la compagnie des chemins de fer du Nord, à Arras.
En 1862, âgé de 22 ans, il est nommé attaché au bureau du chef de gare de Rouen.
En 1865, âgé de 25 ans, il est nommé chef de gare à Origny-en-Thiérache. La guerre franco-allemande de 1870 commence, il est mobilisé et chargé du pilotage des trains des blessés pour l'armée du général Joseph Vinoy. La guerre terminée, il reprend la direction de la gare d'Origny-en-Thiérache.
En 1875, il prend le poste de chef de gare à Pont-de-Briques dans le Pas-de-Calais.
En 1878, il est nommé chef de gare à Étaples dans le Pas-de-Calais, embranchement important à cause de la ligne Arras-Boulogne-sur-Mer, centre de manœuvre dangereux à cause de la situation de la gare, placée dans une courbe, et donc, d'une surveillance difficile.
- Son histoire à Paris-Plage

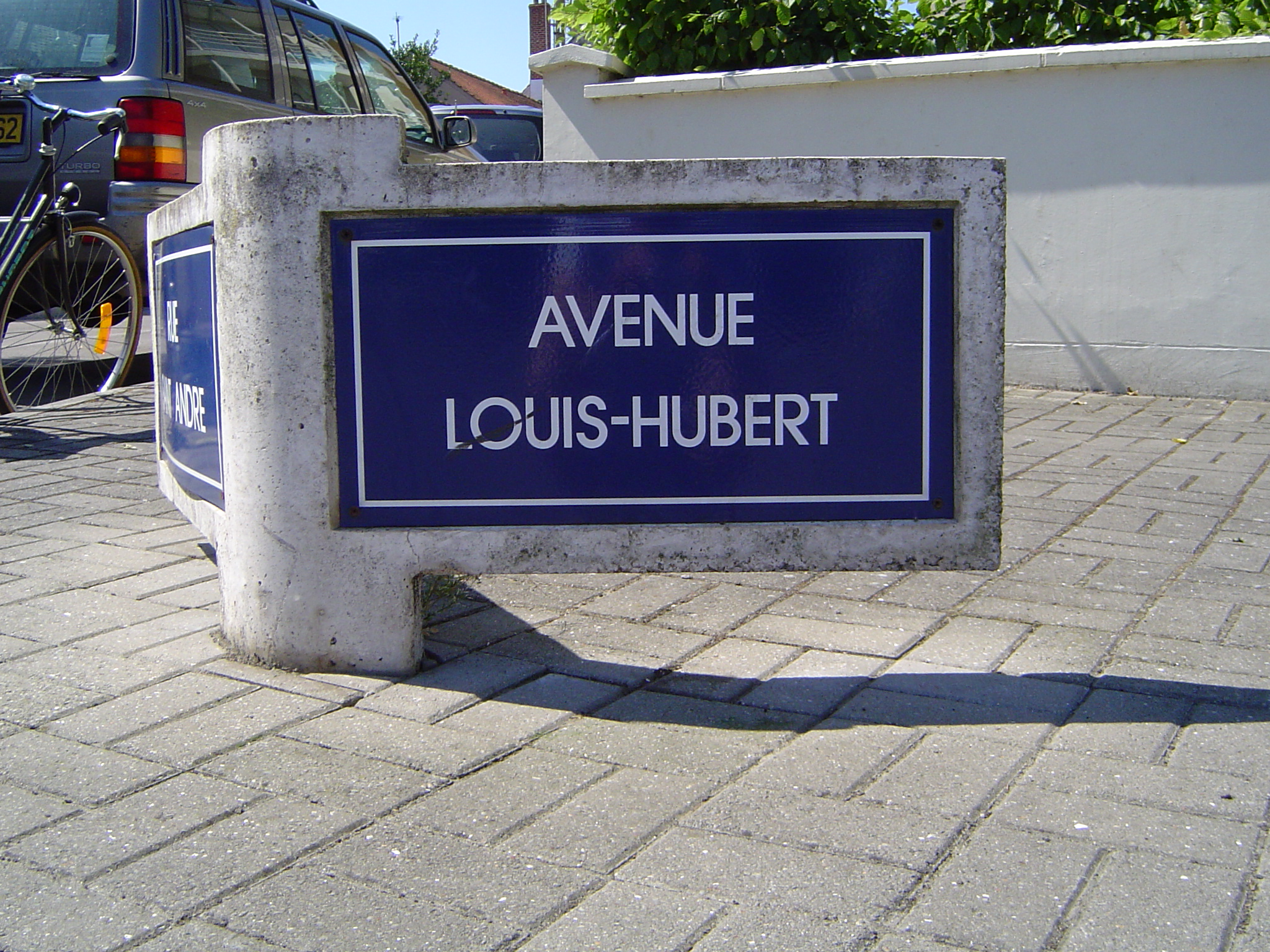

En 1884, il organise parfaitement, avec le concours de M. Leborgne de Boulogne-sur-Mer, un service d'omnibus entre la gare d'Étaples et Paris-Plage. Il décide Alphonse Legendre, pour la santé de sa fille Juliette, de venir passer une saison puis de construire un chalet. Alphonse Daloz cherchant un homme sérieux et dévoué pour la surveillance de sa plage naissante, c'est Louis Hubert qui lui propose Jacques Roberval, retraité des douanes à Boulogne-sur-Mer.
Pour lui témoigner sa reconnaissance, Alphonse Daloz lui fait don d'un lot de terrains, sur lequel est construit, en 1892, l'hôtel des Dunes, rue de Paris, à côté de l'hôtel Duboc. Il est inauguré le 14 juillet de la même année.
Il décide Eugène Chigot, peintre du gouvernement pour la marine, de venir à Étaples, où est créé le centre d'artistes réputés, qui constitue l'école étaploise qui vulgarise le site du Touquet. Plus tard, il lui fait acheter, à Paris-Plage, l'habitation du premier garde Roberval. Eugène Chigot la transforme et l'appelle villa Léo.
Louis Hubert prend sa retraite à Paris-Plage.
Cette même année, il fait installer, avec l'aide de M. Brognard, un tir aux pigeons, dans les garennes, au-dessus de l'ancien sémaphore, c'est un succès.
En janvier 1894, il contribue largement à la fondation du syndicat des propriétaires, la première réunion de ce syndicat a lieu à Amiens, à l'hôtel de France, rue de la République. Les statuts, élaborés par M. Tellier, magistrat à Douai sont approuvés, la chambre syndicale nommée immédiatement avec pour un de ses membres, Louis Hubert.
En 1894, le 13 décembre, a lieu la réunion de John Whitley, à l'hôtel des Dunes, qui annonce la fondation de Mayville qui allait être créé ; Louis Hubert, par l'organisation contribua au succès de cette réunion, dont l'issue est défavorable au projet.
Aux élections municipales de 1896, il est élu conseiller municipal de Cucq en remplacement de Gustave Manier. Aux élections municipales suivantes en 1900, arguant de l'augmentation de la population, il demande la création d'un poste d'adjoint spécial et d'une mairie annexe à Paris-Plage, demande qui obtient l'accord du préfet le 31 mai 1901. Les membres du conseil municipal de Cucq sont aussi convoqués par le maire, François Godin, et réunissant dix voix sur douze, Louis Hubert est élu « premier adjoint spécial du hameau de Paris-Plage ». Son installation est alors fixée au 16 juin 1901, lors d'une nouvelle réunion du Conseil municipal de Cucq qui va être convoquée dans […] l'école mixte de la rue de Londres, devenue mairie annexe. Tout le Conseil municipal de Cucq est là, le maire François Godin explique comment la création de ce poste s'est imposée, appuyée par Louis Boudenoot, il remercie le syndicat des propriétaires en la présence de Georges Lallouette et Charles Herbert, et remet au nouvel adjoint, l'écharpe municipale avec le cachet de la section. Ensuite direction l'hôtel des Dunes pour un vin d'honneur, la réunion se termine aux accents de la Marseillaise jouée par la musique d'Étaples et aux cris de « Vive M. le Maire ! Vive M. l'adjoint spécial ! Vive la République ! ». Louis Hubert établit un projet pour faire ériger Paris-Plage en section de commune, ce qui aboutira par la suite,.
Il fait classer la route de Paris-Plage comme route départementale (annexe du chemin 119) ce qui a comme conséquence d'améliorer l'entretien et l'état de la route pour l'accès à la station balnéaire.
Il est nommé membre du conseil d'administration de la société du tramway d'Étaples à Paris-Plage où il donne des conseils autorisés toujours écoutés.
Propriétaire de l'Hôtel des Dunes de 1901 à 1906.
- Hommage

La commune lui a rendu hommage en donnant son nom à l'avenue où était situé son hôtel, l'avenue Louis-Hubert.
- Distinction et mort

Alors qu'il allait être proposé pour la Légion d'honneur, il meurt le 14 août 1906 en sa demeure sise rue de Londres à Paris-Plage,.

### L

#### Georges Lallouette
Georges Lallouette (1853-1911), premier président du syndicat des propriétaires de Paris-Plage.
- Famille

Georges Lallouette est né le 11 janvier 1853 à Tracy-le-Val dans le département de l'Oise, il est le fils de Frédéric Lalouette, né le 23 septembre 1820 à Noyon et mort en 1896 et de Louise Adelaïde Elvire Budin née le 1er août 1832 à Noyon et morte en 1876, inhumés au cimetière de Barbery dans l'Oise, mariés le 18 décembre 1851 à Tracy-le-Val.
Son père est fabricant de sucre et dirige, comme gérant, « les Sucreries de l'Oise », Georges Lallouette succède à son père comme directeur-gérant des « sucreries et raffineries de l'Oise ». Ces sucreries comprennent les usines de Barbery, Beaurains-lès-Noyon, Baron et Ermenonville sous la raison sociale « Georges Lallouette et Cie ».
Il est nommé membre de la chambre syndicale des fabricants de sucre et raffineries de France, puis vice-président. Il devient principal actionnaire de la société anonyme de la Sucrerie d'Antilly, et en assure la présidence du conseil d'administration.
Il est membre du Yacht-Club, de l'automobile-club, de l'Aéro-club et concessionnaire du pavillon du Touring club de France.
- Son histoire à Paris-Plage

En 1892, Georges Lallouette achète la Villa Les Galets au no 93 boulevard de la Mer (Docteur Jules Pouget aujourd'hui) à l'angle nord-est du boulevard de la Mer et de la rue Saint-Amand, à Paris-Plage.
En 1894, le 20 février, à la tête d'un comité qui comprend avec lui, René Telliez, magistrat à Douai, Louis Cordonnier, architecte à Lille, Léon Garet, directeur d'assurances à Amiens, M. Duforest, architecte à Douai, il convoque tous les propriétaires de Paris-Plage pour la fondation du futur syndicat des propriétaires. Le syndicat, dont les statuts ont été élaborés par René Telliez, est fondé séance tenante et Georges Lallouette en est nommé président.
Sa première préoccupation est la mise en état des chemins dont l'état est déplorable. En vertu de l'article 5 du règlement Daloz, les propriétaires doivent créer une commission de chemins afin d'en assurer l'entretien, Georges Lallouette et René Telliez estiment que les héritiers Daloz doivent se dessaisir de la propriété de ces chemins et ce n'est qu'à cette condition qu'ils accepteront d'en assurer l'entretien mais les héritiers Daloz refusent.
Georges Lallouette convoque alors le syndicat pour expliquer cette situation anormale, Mme Daloz, qui n'est pas invitée, s'y présente. Il exige qu'elle paye sa première cotisation pour y participer, elle refuse et se retire.
Mme Daloz sait que pour nommer la commission, l'unanimité de tous les propriétaires est obligatoire, et le syndicat n'en comporte qu'une partie.
Georges Lallouette convoque alors une assemblée, le 13 décembre 1894 à Amiens, avec pour projet de l'établissement d'une commission des chemins qui n'aura à connaître exclusivement que de cette question, Mme Daloz est représentée à cette assemblée. Cette assemblée est un succès. Mme Daloz est obligée d'accepter que les chemins ne soient pris en charge qu'après avoir été reçus par une commission d'experts et que cette réception ne soit faite qu'après l'empierrement prévu au règlement, Mme Daloz doit supporter une dépense considérable.
Georges Lallouette est nommé président de la première commission des chemins de Paris-Plage par l'assemblée.
Il a contribué à fonder les deux plus utiles institutions de Paris-Plage.
En 1895, il obtient, avec le concours d'Ernest Legendre, du conseil municipal de Cucq le 6 août, la création d'un marché d'approvisionnement comme celui d'Étaples.
Il fait édicter les prescriptions municipales concernant la police et l'hygiène de la plage, il emploie le garde qu'il a fait assermenté, au respect de ces divers règlements.
Il demande que le syndicat des propriétaires soit considéré comme œuvre d'utilité publique.
Il obtient l'amélioration du sort de l'institutrice qu'il s'est employé à faire venir.
En 1896, il négocie avec les Domaines, pour la somme modique de 26 francs par an, la location des lais de mer, de façon à conserver à Paris-Plage une promenade de bord de mer, à la condition expresse que la dune soit arasée chaque année.
L'année 1897 s'annonce être un succès, les dunes ont été arasées sur toute l'étendue du boulevard de la Mer, on ne se promène plus dans une tranchée.
En 1898, il s'occupe des plus sérieusement de l'organisation de la fête du 15 août qui est un véritable succès, il reçoit à sa villa la fanfare de Saint-Josse et préside toutes les réjouissances.
Cette même année, il est nommé membre de la société humaine de sauvetage, en remplacement de M. Laurent, commissaire général de la marine, en retraite.
En 1899, il fait éditer une affiche moderne-style par Fernand Garet, jeune architecte. Il se livre à d'utiles démarches pour la réfection du pont d'Étaples en vue du passage du tramway d'Étaples à Paris-Plage, projeté, le 15 juillet 1900, il assiste au banquet d'inauguration de la ligne.
En 1900, un parti de mécontents se forme contre lui, prenant prétexte d'un nouvel arasement des dunes pour attaquer le syndicat, ils prétendent que seuls les riverains doivent en supporter la dépense, ils critiquent également les frais engagés pour les affiches de Fernand Garet.
N'acceptant pas ces critiques, il donne sa démission du syndicat, des nouvelles élections sont organisées, il est de nouveau élu, mais persiste dans sa décision.
M. Verly, ancien rédacteur en chef de L'écho du Nord, chevalier de l'ordre national de la Légion d'honneur, écrit ceci « M. Lallouette donne sa démission, malgré un vote de confiance, il ne serait pas juste de le laisser quitter sa magistrature sans lui adresser l'expression la reconnaissance publique, à laquelle de longues années de service éminent et gratuit lui assurent un titre incontestable ».
Jusqu'en 1902, il préside la commission des chemins.
La maladie l'oblige à s'éloigner de la mer.
En 1906, il se fait construire une villa à Compiègne, au no 13 rue de l'Aigle, qu'il occupe dès qu'il se retire des affaires.
En 1908, il vend sa villa de Paris-Plage.
Il meurt le 3 juillet 1911, il est inhumé, avec ses parents, dans le caveau familial du cimetière de Barbery.

#### Augustin Legay
Augustin Legay (1847-1911) est le principal promoteur des grandes sociétés et entreprises de Paris-Plage.
- Famille et formation

Augustin Joseph Legay naît à Marœuil (Pas-de-Calais) le 21 novembre 1847 du mariage de Jean Pierre Alphonse Legay, employé des douanes en 1856, et de Catherine Mathurine Joseph Dubois, journalière en 1856. Ses parents se marient le 15 avril 1856 à Marœuil.
- Augustin Legay, le 20 septembre 1869 à Arras, épouse Appoline Rose Élise Henriette Modeste. De ce mariage, naissent deux enfants :
  - Fernand qui épouse Gabrielle Germe
  - Marguerite qui épouse Alexandre Desprez, fils du sénateur André-Louis Desprez. Fernand Legay et Alexandre Desprez reprennent les affaires commerciales d'Augustin Legay[ÉLdis 12].

Après ses études, très intéressé par les affaires commerciales et industrielles, il entre chez Lecomte-Dufour, une grande maison d'Arras, spécialisée dans le négoce. Puis il décide de fonder sa propre maison de commissions, il est l'agent de la principale maison d'importation de nitrates, pour le nord de la France et la Belgique.
- Son histoire à Paris-Plage
  - Sa villa
Il fréquente Paris-Plage dès 1887.
Il achète à la famille d'Henri Saumon, après sa mort en 1894, les deux chalets L'avant-Garde et La Vigie.
1895, il décide de faire édifier, par l'architecte Ladislas Gasiorowski, un groupe de villas, tout en pierres de Marquise, dans le style hôtel flamand. Les trois villas se nomment Saint-Augustin, Phébus et Borée. On pouvait y voir à l'encoignure de la terrasse, une statue géante de saint Augustin de Cantorbéry, à l'angle de la rue de la Paix et du boulevard de la Mer (Docteur Jules Pouget aujourd'hui).
C'est au XXIe siècle, la seule très grande villa familiale encore existante en front de mer. Elle était à l'origine constituée de trois parties : Saint-Augustin, Phébus et Borée. Par la suite, la plus grande partie fut divisée en deux : Saint-Augustin et Thalassa. Un siècle plus tard, trois des quatre parties appartiennent encore à cette famille. Cette villa qui porte le nom de Villa Saint-Augustin, Thalassa, Phébus et Borée est entretenue avec soin et rappelle la première époque du Touquet-Paris-Plage[19].
  - Promoteur
En 1900, il est administrateur de la société du tramway d'Étaples à Paris-Plage.
En 1901, dans le cadre du rachat du domaine du Touquet, il est l'un des gros souscripteurs, même si, finalement, c'est John Whitley qui est déclaré adjudicataire.
Lors de la fusion, par John Whitley, du Touquet et de Paris-Plage, et la création de la Société générale du Touquet-Paris-Plage, il comprend qu'il faut doter la ville des différents services nécessaires à son fonctionnement, la Société des eaux, et celle du gaz et de l’électricité, sont puissamment outillés. Il devient administrateur de la première et président de la seconde.
Désireux de faire de Paris-Plage, une grande station, comme Deauville, Nice ou Cannes, il est nécessaire d'avoir de grands hôtels, il sollicite la Société des Grands Hôtels qui répond favorablement à ces demandes.
Il aide à la constitution de la Société Valroy et préconise la création d'un établissement hydrominéral.
Il est un acteur majeur pour l'édification de l'église Jeanne d'Arc, il obtient, pour la construction, l'abandon d'un terrain de la Société Générale du Touquet et est à la tête d'une liste pour la souscription des obligations destinées à assurer le capital nécessaire.
Il est l'un des promoteurs, avec Édouard Lévêque, de l'édification de l'église anglaise en 1910[ÉY 2].
En 1909, le numéro de téléphone de la villa de M. Legay est le no 1 à Paris-Plage[20].

Augustin Legay meurt le 28 février 1911 à Arras.

#### Alphonse Legendre
Alphonse Legendre (1816-1901) est le fondateur du Grand-Hôtel, le premier hôtel de Paris-Plage.
Parmi les amiénois, pionniers de la première heure, Alphonse Legendre et son fils Ernest ont joué un rôle primordial, en construisant le Grand-Hôtel et en publiant, dès le 15 août 1886, le premier numéro du journal Paris-Plage, sous-titré « Le courrier des bains de mer ».
- Famille

Alphonse Legendre est né le 10 décembre 1815 à Démuin dans le département de la Somme, il est le fils de Jean-Baptiste, entrepreneur en bonneterie à Démuin, et de Marie Magdeleine Galy.
Alphonse Legendre, en 1854, le 16 janvier épouse Virginie Juliette Mollet née le 23 décembre 1833 à Amiens, issue d'une grande famille d'industriels installée à Amiens et originaire du Santerre.
- De ce mariage, sont issus trois enfants :
  - Ernest Louis Romain (1855-1914)
  - Lucien Wulfran Claude (1856-?)
  - Juliette Aline Ernestine (1872-1894) qui épouse Maurice Paul Émile Abel Debeauvais, avocat à la Cour d'Amiens.
    - Cécile Aline Juliette Debeauvais (1894-1975)[AD80 3].

Après son mariage, il renonce à la fabrication pour s'occuper uniquement de la gestion de ces propriétés.
Il habite rue Saint-Louis à Amiens.
- Son histoire à Paris-Plage

Passionné de nature et de plantations, c'est ce qui lui fait préférer Le Touquet à toutes les autres plages, il dit :

« Là, au moins, la nature n'est pas morte sur le sable, il y a de la verdure et de la fraîcheur derrière la plage, tout le monde doit aimer cela ! »

En 1886, poussé fortement par son fils Ernest et par une obligation de reconnaissance envers sa fille Juliette qui avait été guérie au Touquet d'une anémie dangereuse, et qui voulait que tous ceux, comme elle, qui avaient des problèmes de santé, puissent venir au Touquet, il décide, malgré le gros risque financier lié au démarrage de la plage, de répondre à leur souhait et d'entreprendre la création d'un grand hôtel. Malheureusement, sa fille Juliette meurt accidentellement peu après l'accouchement de sa fille Cécile Aline Juliette Debeauvais.
L'annonce de la décision de cette création, quatre ans après la création de la plage, est une petite révolution. Cela va entrainer l'acquisition de nombreux lots, 18 constructions sont annoncées pour 1887, parmi elles, le chalet Concordia de Dominique Prévost-Blondel et le chalet Marthe et Marie d'Ernest Herbecq. Ces deux derniers, avec le Grand-Hôtel sont l’œuvre de l'architecte Charles Billoré d'Amiens, qui s'est spécialisé, comme à Berck, dans les constructions en bois, genre chalet suisse.
Alors que le Grand-Hôtel est au trois-quarts construit, au prix de nombreuses difficultés, un cyclone renverse une grande partie de la charpente, il faut remplacer bien des pièces de bois et recommencer la construction.
En 1887, l'hôtel est terminé, la dépense s'élève à 13 000 F, beaucoup plus que prévu et surtout une grosse prise de risque pour un hôtel dans un désert de sable.
L'hôtel est inauguré le 14 juillet 1887, sous la direction de Martial Leprêtre, propriétaire de l'hôtel du Périgord à Amiens.
Les frères Albert William et Denis Léon Street, tous les deux nés à Paris, reprennent la direction de l'hôtel. Finalement, Alphonse Legendre leur vend l'hôtel le 25 mars 1901.
En 1901, Alphonse Legendre meurt à Amiens le 7 avril, il est inhumé au cimetière de Démuin. Malheureusement son caveau ainsi que nombre de ses propriétés qui se trouvent sur la ligne de feu de la Première Guerre mondiale, sont détruits par les obus.

#### Ernest Legendre
Ernest Legendre (1855-1914), publiciste, est le fondateur du Paris-Plage le premier journal de la station balnéaire.
Il est l'un des huit fondateurs le 9 juillet 1906 de la société académique de Paris-Plage.

#### Raymond Lens
Raymond Lens (1807-1887), est le géomètre-topographe du premier lotissement dû à Alphonse Daloz, créateur de Paris-Plage. Il est également le directeur des travaux de la construction des deux phares.

#### Édouard Lévêque
Édouard Lévêque (1857-1936) est un manufacturier, peintre et botaniste. Il participe à la création du Touquet-Paris-Plage où il est rédacteur du journal Paris-Plage. Il est l'un des huit fondateurs le 9 juillet 1906 de la société académique de Paris-Plage et en fut le président. Il est le premier historien de la station balnéaire et rédige plusieurs ouvrages sur l'histoire de celle-ci et de ses fondateurs.
Il est l'inventeur de l'expression Côte d'Opale.
La commune lui rend hommage en 1935 en donnant son nom à un square : le square « Édouard Lévêque ».

### M

#### Gustave Manier
Gustave Manier (1830-1909) est le premier conseiller élu de Paris-Plage au conseil municipal de Cucq.
- Famille et formation

François Gustave Manier est né le 13 janvier 1830 à Cucq dans le département du Pas-de-Calais. Il est le fils de Pierre, préposé des douanes, et de Catherine Caquelot mariés le 8 février 1825 à Saint-Josse. Son père finit sa carrière comme sous-brigadier.
- Gustave Manier épouse le 26 août 1862 à Cucq Catherine Victorine Agnéray, née à Cucq le 29 mai 1840 et morte 8 février 1868 à Saint-Pol-sur-Ternoise, fille de Charles, retraité des douanes, et de Marie Catherine Boulanger[AD62 31]. Ils ont deux enfants :
  - Gustave, négociant, 27 rue du Maire-André à Lille
  - Oscar, qui a tenu le restaurant du Trèfle à quatre feuilles, angle des rues Saint-Jean et Metz et qui tient une entreprise de vins en gros, 72, rue de Condé à Valenciennes

En secondes noces, il épouse Hortense Virginie Josèphe Willemetz morte le 23 novembre 1918 au Touquet-Paris-Plage, ils n'ont pas d'enfant.
Poussé par ses parents, il entre au collège secondaire de Montreuil.
En 1848, il entre dans l'administration des Douanes comme préposé à demi-solde.
En 1850, il est nommé à solde entièrement et entre, comme préposé aux sucres, dans les contributions indirectes qui ne forment qu'une seule administration avec les douanes.
Il arrive ainsi à la retraite comme employé de première classe.
- Son histoire à Paris-Plage

Il postule et obtient le poste, nouvellement créé, de receveur buraliste dans un bureau de tabac à Paris-Plage.
Connaissant toutes les questions administratives, et ayant conservé d'excellentes amitiés, comme M. Godin maire de Cucq, il est tout indiqué pour figurer sur la liste de candidats que présente Paris-Plage pour les élections de 1892.
En 1892, pour la première fois un habitant de Paris-Plage est élu conseiller municipal de Cucq et devient le premier conseiller municipal, délégué au conseil municipal de Cucq.
Avec son calme, sa modération et sa sagesse, il obtient plusieurs mesures en faveur de Paris-Plage.
En 1894, il fait concéder la première école communale mixte, installée dans le chalet Mathilde, angle des rues de la Paix et de Londres, et peu après, le premier bâtiment scolaire, qu'est l'école des filles actuelle, c'est Mme Daloz, au nom des consorts Daloz qui a offert le terrain, l'acte est rédigé le 14 décembre 1893 devant Me Oger, notaire à Étaples. Une plaque commémorative, posée sur la façade, consacre cette donation.
En 1895, le 1er novembre, le Conseil municipal de Cucq lui vote une délégation spéciale, pour assister tous les fonctionnaires administratifs, dans les opérations auxquelles ils procédaient à Paris-Plage, en vertu des mandats réguliers.
En 1896, un peu affaibli par l'âge, il ne se représente pas et c'est Louis Hubert, l'ancien chef de gare d'Étaples, propriétaire de l'hôtel des Dunes qui le remplace au Conseil municipal de Cucq.
En 1909, le 29 octobre, il meurt à Paris-Plage.

#### Georges Mulliez
Georges Mulliez (1882-1906) est le fondateur du syndicat d'initiative du Touquet-Paris-Plage. Il est admis comme membre titulaire de la société académique de Paris-Plage lors de la première assemblée générale le 27 août 1906.
- Famille et formation

Georges Louis Henri Joseph Mulliez est né à Valenciennes le 23 septembre 1882.
Il est le fils de Léon Florentin Joseph Mulliez, important filateur de Roubaix, né à Roubaix et de Valentine Marie Piérard, née à Valenciennes, issue d'une famille de banquiers de Valenciennes et dont le grand-père, Louis Désiré Piérard (époux de Laure Cécile Adèle Marie Josèphe Adèlaïde Dupont), fondateur de la banque Piérard, gère le grand établissement bancaire Dupont, fondé par Louis Dupont, qui rayonnait dans le Nord, cette banque s'est plus tard, associée avec la banque Scalbert, pour donner la Banque Scalbert-Dupont, aujourd'hui Banque CIC Nord-Ouest. Il est également le cousin germain de Louis Georges Mulliez grand-père de Gérard Mulliez fondateur du groupe Auchan.
Le 15 mai 1905, il épouse Marie Émilie Félicité Germaine Lévêque, fille d'Édouard Lévêque et de Marthe Prévost.
Georges Mulliez étudie au collège de la Providence d'Amiens, puis à Vaugirard.
- Vie professionnelle

Par son mariage, il entre dans la « maison Prévost-Blondel et Lévêque » dont il devient un associé avec son frère Léon Mulliez, après la retraite, en 1906, de Dominique Prevost-Blondel.
- Son histoire à Paris-Plage

Son beau-père, Édouard Lévêque, souhaitant créer un syndicat d'initiative, c'est Georges Mulliez qui, à sa demande, prend cette charge, et il réussit à regrouper autour de lui, toutes les notabilités du pays, les directeurs des grands hôtels et la plupart des commerçants. Le 28 août 1908, il fonde le syndicat d'initiative et de développement du Touquet-Paris-Plage dont il est nommé secrétaire général.
Deux ans plus tôt, il avait été élu membre de la société académique de Paris-Plage. Il est un jeune littérateur, excellent écrivain en devenir.
Georges Mulliez meurt accidentellement le 7 octobre 1908, à l'âge de 26 ans, au cours d'une randonnée automobile, entre Amiens et Biarritz, à Vigoux (Indre), en même temps que son compagnon, Léon Hazart. Sa femme et le cousin de son compagnon, qui l'accompagnaient, s'en sortirent indemnes. Georges Mulliez laisse un orphelin de deux ans, Pierre Mulliez.
Il est inhumé au cimetière de La Madeleine à Amiens.

### P

#### René Pacquet
René Pacquet (1870- ), négociant en fourrures, et créateur, en 1908, du lotissement Quentovic au nord de Paris-Plage.
- Famille et formation

René Félix Pacquet est né, le 26 juin 1870, dans le 2e arrondissement de Paris, il est le fils de Charles Léon Pacquet et de Marie Bernard, tous deux bijoutiers,. Employé de commerce à Malakoff, il se marie le 2 juillet 1892 à Vanves avec Léa Marie Henriette Deslandes, couturière.
Il fait ses études à l'école supérieur Lavoisier
- Vie professionnelle

Il est directeur (fourrures) à la maison Revillon Frères, 1887-1897, puis à la maison Paquin, 1898-1914.
Il effectue de nombreux voyages en Angleterre, Allemagne, Autriche, Russie et Sibérie.
En 1912, sa société « René Pacquet » est mise en liquidation, en conséquence le fonds de commerce de couture, robes, lingeries, manteaux et fourrures, exploité à Paris, au no 3 rue Boudreau, est attribué à M. Verdier.
En 1919, il est négociant en fourrures à Paris.
- Son histoire à Paris-Plage et au Touquet-Paris-Plage

C'est le créateur, en 1908, du lotissement Quentovic à Paris-Plage.
Il est membre de la chambre syndicale du syndicat des propriétaires du Touquet-Paris-Plage.
Il est élu membre titulaire de la Société académique du Touquet-Paris-Plage le 7 septembre 1925.
- Domicile :

En 1926, il habite villa Le Bercail, au no 18 boulevard Daloz au Touquet-Paris-Plage et est, également, domicilié au no 255 rue Saint-Honoré dans le 1er arrondissement de Paris en 1926.

#### Henry du Parc

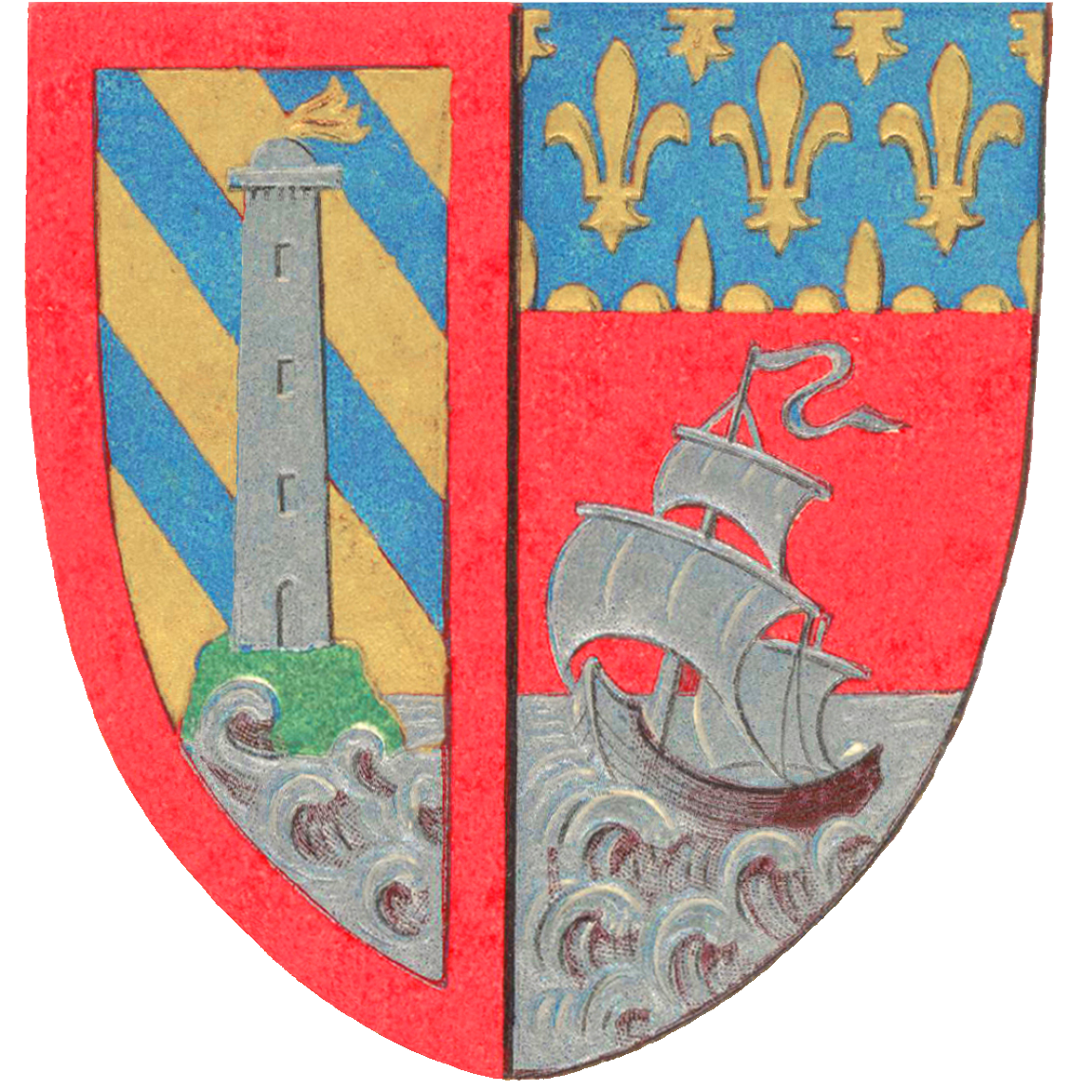
Blason du Touquet-Paris-Plage.

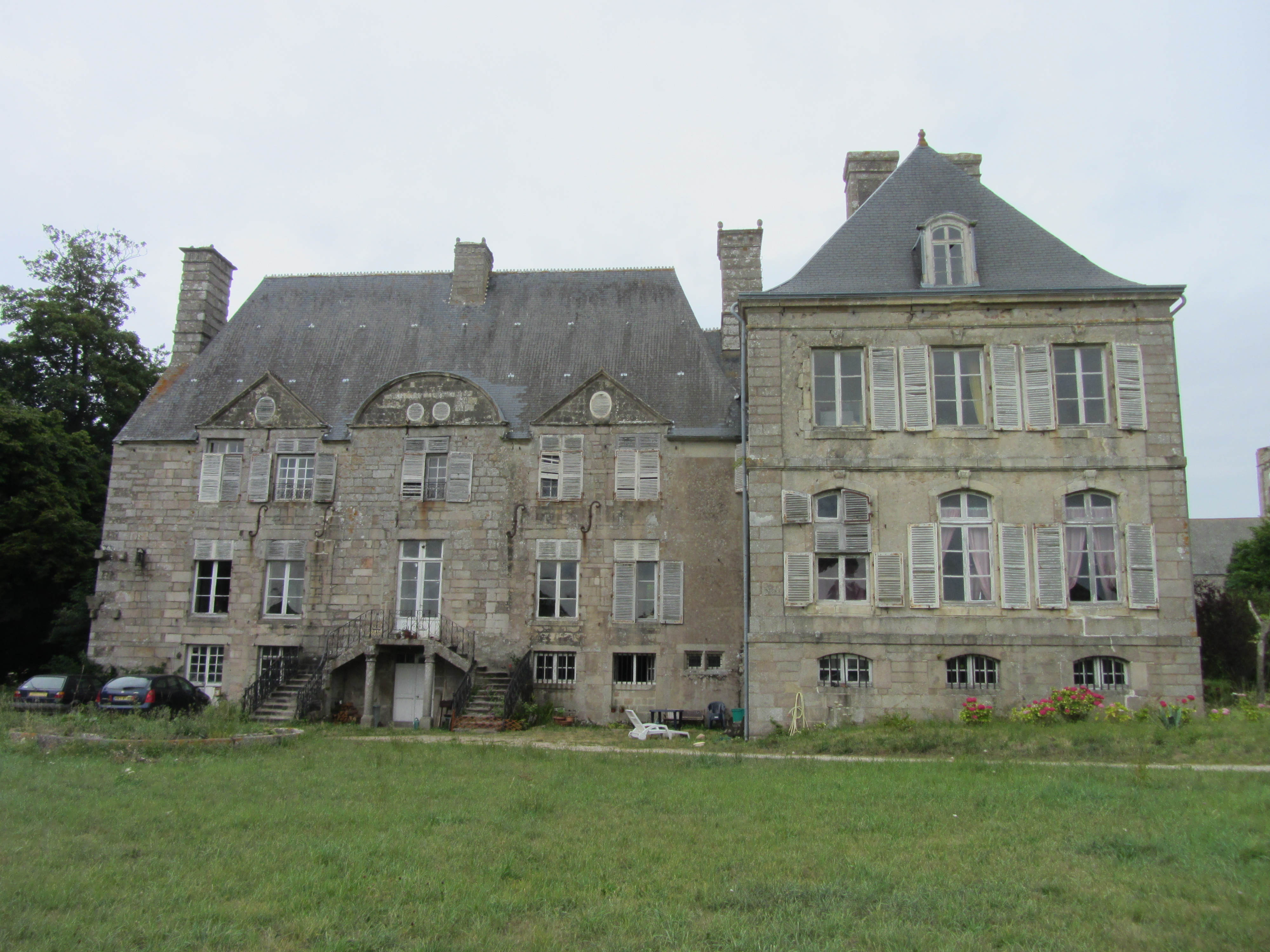
Château de Réville, résidence de la famille du Parc

Henry du Parc (1851-1913), éditeur parisien, au no 4, rue Hautefeuille dans le 6e arrondissement de Paris.
Il est l'éditeur du premier Guide Agenda de Paris-Plage, descendant de la noble famille du Parc, conseiller municipal à Cucq pour la section de Paris-Plage.
Il est l'un des huit fondateurs le 9 juillet 1906 de la société académique de Paris-Plage.
- Famille

Marie Sidoine Henry du Parc, Comte du Parc, est né le 2 août 1851 au château d'Émondeville dans le département de la Manche. Il est le fils, du Comte Louis-Paul-Maurice du Parc, chevalier de l'ordre de Saint-Jean de Jérusalem, né le 16 août 1799 à Bayreuth en Allemagne dans la franconie prussienne, garde du corps du roi Louis XVIII, et de Thérèse-Émilie-Geneviève-Isaure de Blocquel de Wismes. Louis-Paul-Maurice du Parc est le frère d'Henri Charles Timoléon du Parc.
Son grand-père, Constantin du Parc de Barville, comte du Parc né le 13 décembre 1759 au Mesnil-au-Val est colonel de cavalerie, chevalier de l'ordre royal et militaire de Saint-Louis, membre de la chambre des députés de 1815.
Son bisaïeul, François du Parc, chevalier, comte, puis marquis de Barville, seigneur de Mesnil-au-Val, du chapitre, de Barville, de la Haye-Silly, de Saint-Sauveur, est colonel d'infanterie, chevalier de l'ordre de Saint-Louis, né vers 1686 et mort en 1771, appartient à la branche des comtes du Parc de Normandie, barons du Mesnil, Cresnay, marquis de Barville, ils possèdent leur blason.
Jusqu'à la révolution française, la famille de Henry du Parc fournit à la France, de nombreux officiers généraux, de nombreux officiers supérieurs, dont beaucoup servent le pays avec la plus grande distinction.
Henry du Parc vient faire ses études, du 24 avril 1865 au 3 août 1868, au collège de la Providence d'Amiens, établissement privé catholique.
Il fait partie des zouaves pontificaux, lors de leur dissolution, il est versé au 70e régiment d'infanterie, il y fait cinq années de service comme sous-officier.
En 1879, il reprend une maison d'édition à Paris au 4, rue Hautefeuille qu'il garde jusqu'en 1893.
- Généalogie

- François du Parc (vers 1686-1771), né au château du Mesnil, chevalier, comte et ensuite marquis de Barville, devenu en 1753, chef de sa maison, seigneur et patron du Mesnil-au-Val, du Chapitre, Barville, La Haye, Silly, Saint-Sauveur…, colonel d'infanterie, chevalier de l'ordre royal et militaire de Saint-Louis, lieutenant au régiment des gardes en 1731, colonel-commandant sur les côtes du Val-de-Cères, marié, en 1748, avec Marie-Adélaïde Danican d'Annebault (1717-1797), fille unique du maréchal et amiral d'Annebault, ministre de François Ier, il meurt au château de Mesnil-au-Val[AD50 1]
  - Constantin du Parc de Barville (vers 1759-1833), né au Mesnil-au-Val, chef de sa maison, comte du Parc, colonel de cavalerie, chevalier de l'ordre royal et militaire de Saint-Louis, membre de la chambre des députés de 1815, marié à Paris, en 1788, avec la très-haute et très-puissante demoiselle Marie Claudine Elisabeth, marquise de Caillebot la Salle, il meurt à Paris[AD75 4],[AD75 5].
    - Henri Charles Timoléon du Parc (1796-1877), né à Bayreuth et mort à Réville[AD50 2], comte du Parc, chevalier de l'ordre de Saint-Jean de Jérusalem, lieutenant de cavalerie, sous-lieutenant dans le régiment des dragons de la garde en 1815, décoré, en 1815, de la croix de la dévotion de l'ordre de Saint-Jean de Jérusalem[26].
    - Louis-Paul-Maurice du Parc (1799-1853), né à Bayreuth et mort à Émondeville[AD50 3], comte du Parc, chevalier de l'ordre de Saint-Jean de Jérusalem, lieutenant de cavalerie, fait la campagne de Béthune avec son père, puis, en Anjou, sous les ordres du commandant d'Andigné. Marié avec Thérèse-Émilie-Geneviève-Isaure de Blocquel de Wismes[AD75 6]
      - Henry du Parc (1851-1913)

- Son histoire à Paris-Plage

En 1885, il arrive à Paris-Plage et dès la saison 1886 et s'installe dans le chalet Les Clématites à peine terminé.
En 1891, il fait construire le chalet Les Peupliers, angle sud-ouest des rues de Metz et de Saint-Jean qu'il entoure d'arbres qui justifient sa dénomination.
En 1894, retiré des affaires, il fait construire la villa Normandie rue de Metz, entre les rues rue Saint-Jean et Saint-Louis. Amoureux de la nature, il fait pousser le premier pied de vigne dans son jardin et dans la station balnéaire.
Il publie, en 1894, le premier Guide-Agenda de Paris-Plage, une véritable œuvre d'art, trente exemplaires numérotés, avec une couverture parchemin aux armes de Paris-Plage, en couleur, numérotés de 1 à 30 et signés, au prix de 15 F et 2 200 exemplaires sur papier ordinaire, au prix de 1,50 F brochés et 2 F cartonnés, édités et imprimés chez C. Marpon et E. Flammarion à Paris, rue Racine. C'est Ch. Froment, connu sous le pseudonyme Ferton, qui a réalisé de nombreuses gravures. Certains dessins possèdent un intérêt capital en permettant de voir le chemin parcouru par la station. Ce guide permettra plus tard de reconstituer divers points de l'histoire de Paris-Plage et de renseigner les générations futures.
Il est nommé, en 1894, membre du syndicat des propriétaires nouvellement fondé.
Toujours en 1894, à sa demande, sur les indications d’Édouard Lévêque, Robert de Guyencourt, héraldiste, compose les armoiries et la devise du Touquet-Paris-Plage.
En 1898, il participe activement à l'organisation d'une grande fête de charité en faveur des victimes de La Bourgogne avec la marquise de Berthould, la marquise de Rougé, Mme Herbecq, Mme Lallouette, la comtesse de Thieulloy, Mmes de Molliens, de Belloy et Greisch.
En 1901, il est élu au conseil municipal de Cucq pour remplacer un conseiller invalidé des élections de 1900.
En 1902, il loue à la commune de Cucq, un de ses chalets de la rue de Londres, pour l'installation d'un bureau de poste.
En 1903, lors de l'inauguration du premier concours hippique de Paris-Plage, il fait partie du jury avec Allen Stoneham président, le baron de Lamothe, le comte de Berthier, M. Pinchon, le vicomte du Passage, etc.
En 1906, il est nommé membre de la société académique de Paris-Plage.
En 1909, à l'expiration de son mandat de conseiller municipal de Cucq, il renonce à se présenter aux élections municipales.
Depuis qu'il s'est fixé tout à fait à Paris-Plage, pour s'occuper et se distraire, il a monté une maison de commission pour les vins et spiritueux et est dépositaire et représentant de matériaux de construction. Vers 1910, il ne fait plus que de la simple représentation par correspondance pour les vins et spiritueux.
En 1913, il meurt, célibataire, le 11 août, en son domicile du chalet Les Clématites, au no 61 rue de Londres, au Touquet-Paris-Plage, ses obsèques se déroulent le 14 à l'église Jeanne-d'Arc,.

#### Adrien Perret-Maisonneuve
Adrien Perret-Maisonneuve (1866-1937) est un avocat et magistrat. il participe à la création de la commune du Touquet-Paris-Plage, il est président du syndicat des propriétaires du Touquet-Paris-Plage. Membre titulaire de la Société académique du Touquet-Paris-Plage depuis le 27 août 1906, il en est le vice-président de 1912 à 1919, puis le président de 1919 à 1921 et de 1929 à 1931.
En 1906, il fait construire, avenue Saint-Jean, le Village Suisse sur les plans de l'architecte Paul Bertrand.

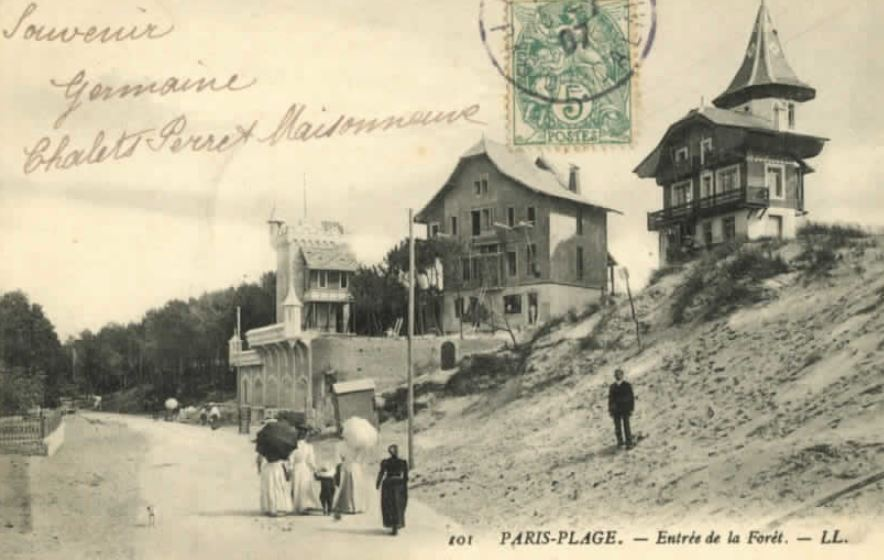
Construction du village suisse (1905-1906).
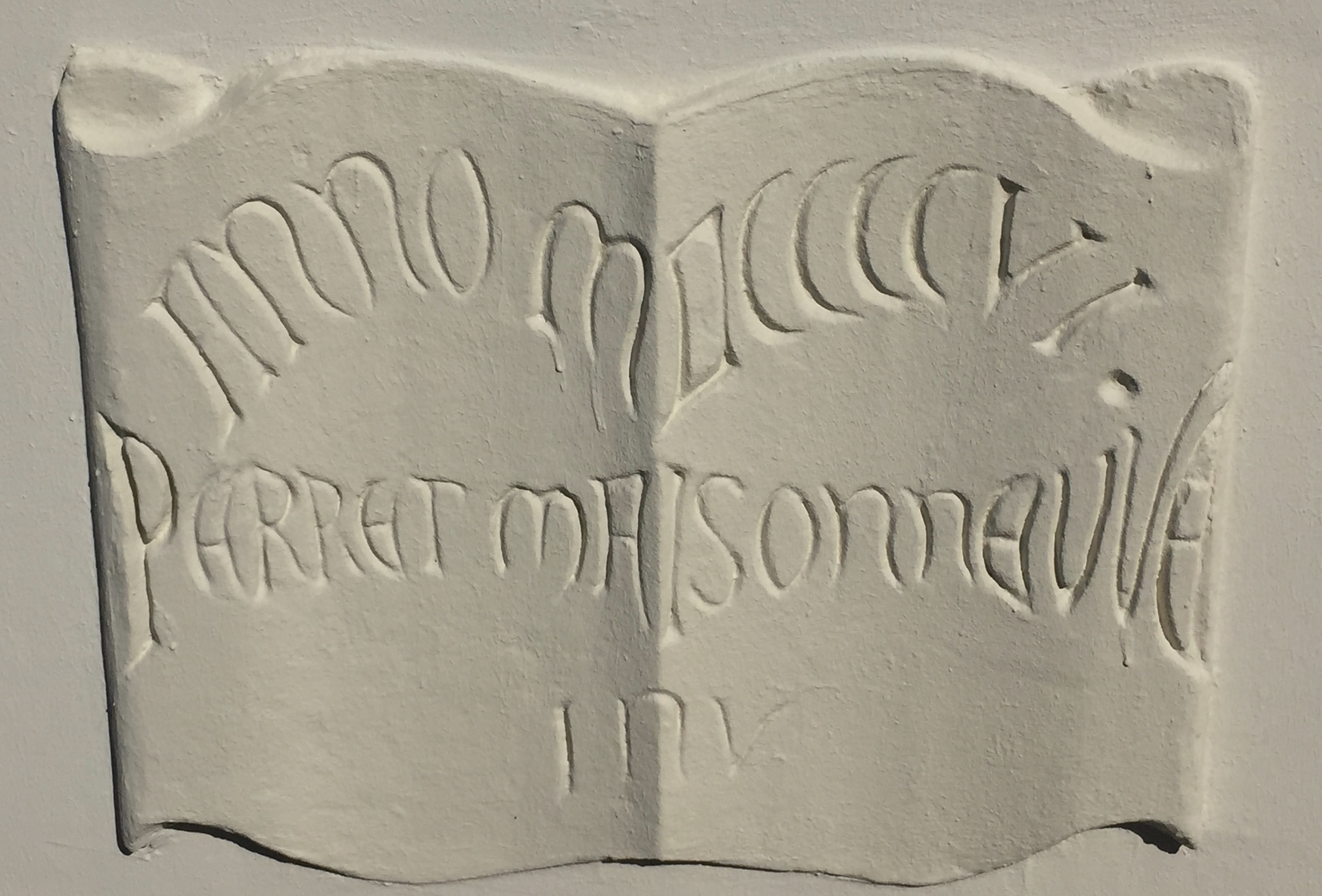
Plaque située au village suisse.

#### Edmond Pointin
Edmond Pointin (1836-1903) est le premier artiste-peintre habitant Paris-Plage. Il vulgarise un pays inconnu par le pinceau.
En 1895, il arrive à Paris-Plage, il habite le chalet Les Phares, 83
rue de Paris, construit en 1888, qui a été démoli et remplacé par la pâtisserie Baly puis Charvin.
Edmond Pointin trouve ici le complément de sa formation artistique, il fait venir Louis Aimé Japy durant toute une saison, celui-ci fait des études sur les rives de la Canche, dans les dunes et dans la forêt. Ils font de nombreuses études. L'année suivante, Japy n'ayant pu revenir, Edmond Pointin continue sa méthode, nul mieux que lui ne rend la dune avec ses argousiers et ses oyats, les lisières de la forêt ou les sites innombrables de la baie de la Canche.

#### Jules Pouget
Jules Pouget est né le 8 mars 1884 à Espalion (Aveyron) et mort le 30 juillet 1963 dans le 9e arrondissement de Paris, est un homme politique français.
Il est élu maire du Touquet-Paris-Plage le 28 janvier 1934 et le restera jusqu'au 30 juillet 1963.

#### Dominique Prévost-Blondel
Dominique Prévost-Blondel (1827-1907) est le précurseur des grandes villas à Paris-Plage.
Il est le beau-père d’Édouard Lévêque.
- Famille

- Dominique Prévost né le 17 octobre 1799 à Guiseniers (Eure), cultivateur, et mort le 13 octobre 1877 à Amiens, épouse le 8 mai 1826 aux Andelys Joséphine Blondel née le 21 mai 1798 aux Andelys (Eure) et morte le 7 mai 1865 à Rue[AD27 1].
  - Dominique Abraham Prévost né le 12 mars 1827 à Guiseniers (Eure)[AD27 2], manufacturier, industriel en chaussures, mort le 19 juillet 1907 à Douilly (Somme) épouse le 14 septembre 1857 à Foucaucourt-en-Santerre (Somme) Marie Augustine Émilie Blondel de Livry (1840-1903), issue d'une famille d'industriels et d'agriculteurs parmi les premières familles de Picardie[AD80 6].
    - Adrienne Prévost (1860-1942) épouse Fernand Demarolle (1849-1921), agriculteur, maire de Douilly (Somme).
    - Marthe Prévost (1862-1952) épouse le 17 avril 1882 Édouard Lévêque (1857-1936).
      - Marie Émilie Félicie Germaine Lévêque (1884-1977) épouse à Amiens le 15 mai 1905 Georges Mulliez (né à Valenciennes le 23 septembre 1882 et mort en 1908) puis en secondes noces le 14 janvier 1914 Georges Antoinat (1883-1960).
      - Yvonne Marie Marthe Adrienne Lévêque (1886-1979) épouse le 21 avril 1908 Robert Flichy, mort pour la France (1882-1918).

- Vie professionnelle

Dominique Prévost-Blondel, études terminées, part pour Paris et entre dans l'importante maison de vente de bonneterie de son oncle, fabricant à Foucaucourt-en-Santerre dans le département de la Somme.
À la suite de cette expérience, il devient un gros négociant, puis important industriel, auquel la ville d'Amiens doit la fabrication de chaussures, une des principales industries de la région picarde.
En 1886, Édouard Lévêque devient l'associé de Prévost-Blondel, et la maison prend la raison sociale « Prévost-Blondel et Lévêque » durant 18 ans.
Il se retire des affaires en 1906, laissant son industrie à son gendre et associé Édouard Lévêque, ainsi qu'à ses petits-gendres Léon et Georges Mulliez.
- Son histoire à Paris-Plage

Soucieux d'obéir aux prescriptions du corps médical qui recommande les bords de l'océan et de la Manche, et après que Léon Garet lui ait fait connaître le Touquet, il décide de s'installer à Paris-Plage.
En 1887, il se fait construire un chalet en bois sur les plans de l'architecte Charles Billoré, le chalet est préparé à Abbeville et chaque pièce est numéroté. Le chalet, situé boulevard de la Mer (Docteur Jules Pouget aujourd'hui), entre la rue Saint-Amand et la rue de la Paix, est baptisé Concordia. Il est vendu en 1919.
Il aime particulièrement faire découvrir le Touquet à des promeneurs qui deviennent des acquéreurs, et aime surtout compter, chaque année, les nouvelles constructions.
Il est un promoteur de toutes les entreprises qui doivent assurer le développement de la station balnéaire, pour cela il s'intéresse à l'œuvre du culte, à la création du tramway, à l'établissement des eaux.
La chapelle Saint-André de Paris-Plage le compte parmi ses principaux bienfaiteurs, il offre son hospitalité à l'abbé Déplanque qui vient deux fois par semaine, de Cucq dire la messe. Il assure, avec Paul Paix, le traitement du curé jusqu'à l'arrivée d'un curé officiel. Il fait don d'une statue du Sacré-cœur en reconnaissance du sauvetage de sa famille en 1888.
Il est un des premiers, avec son gendre Édouard Lévêque, à avoir cru possible d'amener une végétation en bord de mer, le jardin de sa villa était un des plus beaux.
Il meurt le 19 juillet 1907, chez sa fille ainée, Mme Demarolle, il est inhumé à Amiens, au cimetière de la Madeleine.

### R

#### Charles Ramet l'ainé
Charles Ramet (1849-1912) fonde la première épicerie en 1886 au rez-de-chaussée du chalet Halte-là situé à l'angle sud-ouest des rues de Paris et de Bruxelles, construction qui sera remplacée par l'hôtel Universel.
- Famille et formation

Charles Joseph Ramet est né 13 septembre 1849 à Étaples dans le département du Pas-de-Calais. Il est le fils de Charles François, boulanger, et Joséphine Sailly mariés le 23 août 1848 à Étaples,.
- Charles Ramet épouse Léonide Marie Augustine Ducloy le 29 janvier 1873 à Longpré-les-Corps-Saints dans le département de la Somme[AD80 7]. Ils ont deux enfants :
  - Georges Charles Léon né le 28 décembre 1873 à Longpré-les-Corps-Saints, négociant en vins à Versailles
  - Léon Louis Joseph né le 23 janvier 1878 à Étaples, négociant en vins et appariteur

Dans la vieille église Saint-Michel d'Étaples, on peut lire sur les tablettes historiques que plusieurs Ramet font partie de l'antique confrérie de la paroisse.
Charles Ramet est envoyé au collège ecclésiastique de Sainte-Austreberthe à Montreuil (Pas-de-Calais), établissement dirigé par l'abbé Macquet.
En 1870, bien qu'exempté, il sert comme mobile à Boulogne-sur-Mer.
En 1885, le 1er janvier, après avoir fait différents stages dans l'alimentation générale, il fonde, à Étaples, avec son frère Charles Honoré, une importante maison de denrées alimentaires en gros et demi-gros, auquel il ajouta les vins, eaux-de-vie et liqueurs.
- Son histoire à Paris-Plage

En 1886, il s'installe à Paris-Plage, sous la raison sociale Ramet frères, à l'enseigne Halte-là, maison de détail alimenté par l'établissement d'Étaples, à l'angle sud-ouest des rues de Paris et Bruxelles. De vastes chais sont construits dans la rue de Bruxelles pour loger les barriques de vin pour alimenter hôtels et villas. Plus besoin d'aller à Étaples, par l'omnibus légendaire, on trouve de tout chez lui, en dehors du pain, même de la viande et du charbon.
Il s'emploie à la création du Tramway entre Étaples et Paris-Plage, et en est même un des premiers administrateurs.
Il ne veut pas remplir de fonctions municipales à Paris-Plage comme à Étaples, ne voulant pas mêler les affaires à la politique.
Il est administrateur de la caisse d'épargne d'Étaples et figure dans de nombreux comités de bienfaisance.
Il est nommé membre du conseil d'administration du groupe alimentaire de Boulogne-sur-Mer, ainsi que de la société d'assurance contre les accidents “La Participation”.
Jusqu'en 1893, il exploite sa maison de détail de Paris-Plage, puis, les épiceries s'étant développés, il cède son établissement pour ne plus se livrer qu'à des affaires de gros et à sa maison de vins et d'eaux-de-vie.
En 1911, à la suite d'ennuis de santé liés au surmenage dû au développement de ses affaires, il abandonne à son frère la surveillance de son établissement.
En 1912, il meurt le 16 juin à Étaples, dans sa villa Bon Accueil rue du Rivage,.

#### Fernand Recoussine
Fernand Recoussine (1875-1953) est élu, le 19 mai 1912, premier maire du Touquet-Paris-Plage qui vient juste d'être érigée en commune le 28 mars 1912, son premier mandat prend fin le 24 novembre 1917, il réalise un deuxième mandat après sa réélection du 10 décembre 1919 jusqu'au 17 mai 1925.
Il est fait chevalier de l'ordre national de la Légion d'honneur par décret du 28 décembre 1927.
Administrateur du théâtre pour tous, il est nommé officier d'académie le 1er juillet 1910.
Fernand Recoussine est directeur de l'hôtel de l'Hermitage au Touquet-Paris-Plage

#### Paul Ridoux
Paul Ridoux (1867-1920), architecte d'Arras.
En 1905, il réalise une digue-promenade, haute de 3,75 mètres, la « digue Ridoux », elle commence face à la rue Joseph-Duboc (anciennement rue de la Lune) et s'étend vers le nord sur une longueur de 500 mètres, elle retient la mer mais surtout le sable. Durant le XXe siècle, elle a été progressivement ensevelie par les dunes. On peut toutefois encore en voir quelques dizaines de mètres de longueur, à l'entrée du boulevard Thierry-Sabine.
Il est également l'architecte de quelques villas : L'Ouragan (1898), sise 85, boulevard de la Mer (Docteur Jules-Pouget aujourd'hui), Le Corail (1901) sise 149, rue de Paris et Saint-Rémy (1912), angle nord-est de l'avenue Duguay-Trouin et du boulevard Thierry-Sabine (anciennement Digue Ridoux).

#### Paul Rivet

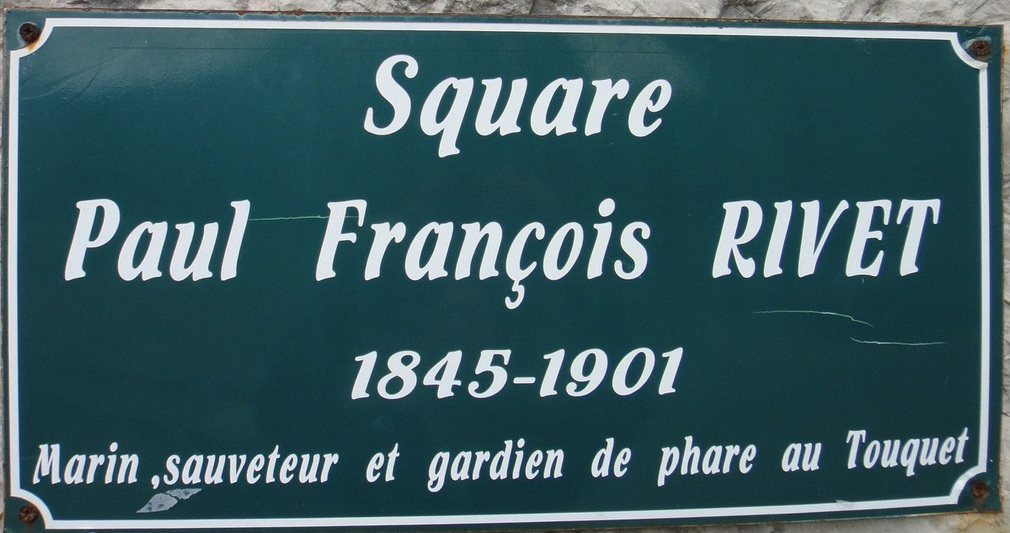

Paul François Hermand Rivet (1845-1901) est le premier sauveteur à la station balnéaire du Touquet qui devient Paris-Plage en 1892 et qui est un hameau de Cucq.
Il est aussi marin et premier gardien de phare du Touquet de 1878 à 1901,.
Aujourd'hui, le square du phare du Touquet-Paris-Plage, porte le nom de « Square Paul François Rivet » et une plaque, apposée à l'entrée, lui rend hommage.

#### Jacques Roberval
Jacques Roberval (1830-1913) premier garde de la plage et fondateur de la première agence de location.
Ancien douanier, il s'installe le 29 juin 1886, dans la maison du garde de Paris-Plage, la première maison construite (en briques), à côté de celle de Joseph Duboc. Jacques Roberval est intermédiaire pour la vente de terrains et la location de chalets que leurs propriétaires lui demandent de surveiller en leur absence : ainsi, naît la première agence de location du Touquet.
- Famille et vie professionnelle

Jacques Marie Antoine Isidore Roberval est né le 24 octobre 1830 à Audresselles département du Pas-de-Calais. Il est le fils de Jacques Marie et de Marie Catherine Rosalie Beauvois.
Le 14 avril 1858, il épouse à Audresselles Marie Jeanne Julie Malfoy née le 9 juin 1835 à Audresselles.
- Ils ont 3 enfants,
  - Pierre Louis Isidore (1858-1858)
  - Charles Eugène né le 12 juillet 1864 à Étaples[AD62 38].
  - Marie Geneviève Julie (1861-?), mariée le 3 février 1883 à Boulogne-sur-Mer à Pierre Jean Buzelin (1857-?)[AD62 39].
    - Aurélie Marie Julie Buzelin (1883-?) mariée le 21 février 1903 à Paris-Plage à Luc Louis Alfred Potez (1877-?)[AD62 40].
      - Raymonde Marie Louise née le 18 décembre 1903 au Touquet-Paris-Plage, mariée le 10 décembre 1923 au Touquet-Paris-Plage à Jules Francis Justin Fontaine, ils tiennent l'agence Roberval pendant 35 ans qu'ils revendent à une personne qui en est toujours le propriétaire en 2019[AD62 41].
      - Odette Jeanne Jacqueline née le 8 novembre 1905 au Touquet-Paris-Plage.
      - Suzanne Nelly Georgette née le 29 novembre 1909 au Touquet-Paris-Plage[AD62 42].

En 1850, il fait son service militaire dans la marine.
En 1852, embarqué à bord de La Forte, il prend part à la guerre de Crimée et assiste à la prise glorieuse de Malakoff.
Rentré dans le civil, il travaille aux usines de Marquise mais, la vie de plein air lui manque.
En 1857, il entre dans le service actif de la douane et retrouve les grands espaces et la mer dont il doit surveiller l'horizon.
En 1883, après 25 ans, il prend sa retraite.
- Son histoire à Paris-Plage

En 1886, le 29 juin à Paris-Plage il entre au service d'Alphonse Daloz qui l'installe dans la petite habitation sur la hauteur, à l'entrée de la rue de Paris, devant l'hôtel des Dunes, où se trouve le bureau de la société des lais de mer à la villa Saint-Josse, les Roberval y vivent durant de longues années, cette villa est achetée un peu plus tard par le peintre Eugène Chigot.
Depuis 4 ans que la station est fondée, il n'y a pas de commissaire et d'agents de police, il est le garde assermenté qui remplace le surveillant M. Hué, le seul représentant du pouvoir quasi-féodal de la famille Daloz.
Il gagne la confiance des propriétaires qui lui confient la surveillance de leurs chalets, et un peu plus tard, la garde intérieure de leur villa en lui confiant les clefs. M. et Mme Roberval préparent les chalets pour recevoir les locataires et perçoivent le montant des locations pour les propriétaires. Telle est l'origine de l'agence Roberval, la plus ancienne de Paris-Plage.
Les Roberval ont su organiser une installation qui réponde vraiment à des besoins et qui assure le développement du Touquet-Paris-Plage.
Les Roberval, avec leurs enfants, M. et Mme Buzelin, organise le service des bains de mer, puis, en se rendant adjudicataires de l'État, de la location de la grève pour l'emplacement des cabines et la création du petit établissement public.
Ces derniers jours sont assombris par une pénible cécité.
Il perd son épouse, âgée de 67 ans, le 14 décembre 1902 à Audresselles, et en 1913, le 6 novembre, il meurt à Audresselles à l'âge de 83 ans, il est inhumé à Audresselles.

### S

#### Joseph Sanguet
Joseph-Louis Sanguet (1848-1921) est le premier ingénieur géomètre-topographe de John Whitley du domaine du Touquet-Paris-Plage, en particulier du « Touquet Syndicate Ltd » de 1903 à 1911. Il est un des premiers membres de la société académique de Paris-Plage créée en 1906.

#### Henri Saumon
Henri Saumon (1844-1894) est le propriétaire des deux premiers chalets de Paris-Plage.
Il est notaire à Aix-en-Issart, passionné de chasse au gibier d'eau, c'est ce qui l'amène à s'intéresser aux lots mis à la vente par Alphonse Daloz. Il est ainsi l'acheteur du premier lot, le second acheteur sera Léon Garet. Il fait ensuite construire les deux premiers « chalets », constructions entièrement en bois, qui ne seront détruits qu'en 1920 : l'Avant-Garde et la Vigie,.
- Famille et formation

Henri Saumon naît le 23 juin 1844 à Hesdin département du Pas-de-Calais, il est le fils de Adrien Joseph, négociant en bonneterie de fil, et de Claudine Marie Louise Barnola, originaire de Lyon dont les parents étaient également dans la bonneterie.
En 1852, le 13 juin il entre chez les pères Jésuites au collège de la Providence à Amiens, il y reste environ 3 ans, ensuite il entre au collège Louis-le-Grand à Paris, ville où les affaires de son père l'avaient conduit.
Il entre dans le notariat et débute chez M. Dandin à Saint-Pol-sur-Ternoise.
En 1867, le 1er mars, il entre chez Me Bazot pour terminer son stage en février 1869.
En 1869, le 5 février il achète une étude notaire à Aix-en-Issart qu'il garde jusqu'au le 1er mai 1891.
En 1869, le 20 mai, il se marie à Maresquel-Ecquemicourt avec Laure Blanche Rose Houzel, née le 2 novembre 1846 à Hesdin, fille de Liévin Victor, avocat docteur en droit, et de Julie Félicité Joseph Quandalle,. M. Houzel père, issu d'une grande famille du boulonnais, s'occupera avec succès de l'établissement du Tramway d'Étaples à Paris-Plage et sa nièce Mme Carles-Houzel, fut propriétaire de la villa Quentovic, on voit l'intérêt porté par la famille pour Paris-Plage.
Du mariage d'Henri Saumon sont issus 3 enfants nés à Aix-en Issart, Laure Eugènie Louise née en 1870, Henri Jean Baptiste Jules 1871-1872 et Adrienne née en 1873.
- Son histoire à Paris-Plage

En 1882, Henri Saumon et son notaire Me Bucquet à Étaples, prédécesseur de Me Oger, se présente à Alphonse Daloz et lui achète un lot de terrains sur lequel il bâtit L'Avant-Garde et La Vigie. Les deux chalets en bois sont construits par M. Macquet de Berck (Pas-de-Calais).
Mme Saumon raconte qu'à cette époque

« Les jours de grande marée, les vagues venaient se briser sur l'escalier de nos chalets, il fallait faire 7 kilomètres, presque chaque jour, vers Étaples, pour se procurer du pain, les aliments divers, la boisson, pour retirer le courrier ou pour aller à la messe et malgré l'installation d'une buvette par M. Joseph Duboc ainsi que d'une échoppe par Marie Codron, le lait demeurait introuvable, heureusement les douaniers qui habitaient Trépied voulurent bien nous en procurer, demandant, en échange, de se réfugier, les jours de tempête, pour leur surveillance de nuit, sous les perrons de nos chalets »

En 1894, domicilié avec sa femme à Calais, il meurt le 25 janvier à Guînes dans le Pas-de-Calais.
La famille se sépare des deux chalets, un peu plus tard M.Augustin Legay en fait l'acquisition, ils seront revêtus de ciment et consolidés. Ils seront démolis au cours de l'année 1920.

#### Léon Soucaret
Léon Soucaret (1867-1933) est élu maire, le 17 mai 1925, du Touquet-Paris-Plage. Il est élu membre titulaire de la société académique de Paris-Plage le 7 septembre 1908 et vice-président de 1928 à 1930.

#### Allen Stoneham
Allen Stoneham est un Britannique, originaire de Londres, il est secrétaire aux finances de la Commission du Commerce (en anglais, Board of Trade) très actif à la création de la station balnéaire de Paris-Plage devenue commune, en 1912, sous le nom de Le Touquet-Paris-Plage.

### T

#### René Telliez
René Telliez (1823-1909), est un ancien magistrat, officier de l'ordre national de la Légion d'honneur et fondateur du syndicat des propriétaires de Paris-Plage.
- Famille

René Telliez est né 16 février 1823 à Carnières dans le département du Nord, il est le fils de Jean Joseph, Maire de Carnières et exploitant agricole, et d'Euphroisine Angélique Thieulez. Le frère de René Telliez, Joseph Telliez est député du Nord.
- René Telliez épouse à Lille le 23 avril 1854 Marie Céline Crespel, fille de Félix Joseph et de Céline Jeanne Aldegonde Malzamet, familles honorables de la ville et de la région[AD59 3]. Ils ont deux filles :
  - Blanche Thérèse Telliez (1856-1901) épouse le 22 août 1874 à Lille, Anselme André Bocquet (1851-1918).
    - Mme Demiautte domiciliée à Dammarie-les-Lys.
    - Mme Jacquin domiciliée à Dammarie-les-Lys.
    - Mme Mathon domiciliée à Dammarie-les-Lys.
    - Mme Poullier domiciliée à Lambersart.

  - Nelly Marie Telliez (1860-?) épouse Gustave Delangre mort le 24 décembre 1911.
    - Pierre Henri Delangre agent de change, épouse Pauline Collignon à Douai en 1903, domicilié 3, rue Albéric-Magnard à Paris.
    - Jean Delangre, avocat à Douai, propriétaire en 1925, de la villa La Canche à Paris-Plage.

- Vie professionnelle

Il entre dans la magistrature et débute à Lille.
Il participe à la fondation de la Société des agriculteurs du Nord et en est le président.
- Son histoire à Paris-Plage

En 1893, il se fait construire, sur les plans de l'architecte Louis Marie Cordonnier la villa La Canche au 21 boulevard de la Mer (Docteur Jules Pouget aujourd'hui), angle de la rue Léon Garet et du boulevard de la Mer (Docteur Jules Pouget aujourd'hui).
Il entreprend la conception du syndicat des propriétaires, il en arrête les statuts sur les bases de la loi de 1884, et lors d'une réunion mémorable, à Amiens, le 20 janvier 1894 à l'hôtel de France, devant une nombreuse assemblée et après un discours expliquant la nécessité de confier à une chambre syndicale l'étude de tout ce qui concerne la viabilité, la police et l'hygiène de Paris-Plage, il fait adopter les statuts et la chambre syndicale est nommée. Il fait partie des 17 membres de la chambre.
En 1894, le 13 décembre à son initiative, une réunion a lieu à Amiens, et une commission des chemins est constituée, la famille Daloz devant s'engager à empierrer les routes.
En 1899, il demande lors de l'assemblée générale du syndicat que Paris-Plage soit relié à Cucq par un chemin empierré.
En 1900, petite révolution au sein du syndicat des propriétaires, lors de l'assemblée générale du 12 août, le bureau est critiqué pour avoir employé des fonds du syndicat pour l'arasement des dunes du boulevard de la Mer, ainsi qu'aux frais d'affiches pour la publicité. Il s'ensuit la démission de Georges Lallouette et de ses assesseurs. Sous l'autorité de René Telliez, qui prend alors la présidence comme doyen d'âge, Georges Lallouette est réélu, mais n'accepte pas la présidence, le 26 août, une nouvelle élection nomme comme président Ernest Herbecq, ancien notaire et ancien député.
En 1900, le 26 août, il fait adopter, en addition aux statuts du syndicat, que les enfants majeurs des membres du groupement peuvent être présentés par leurs parents.
Il prend une part importante dans la nomination de Louis Hubert comme adjoint spécial en résidence à Paris-Plage, l'installation à cette nomination a lieu le 16 juin 1901.
En 1909, le 20 avril, âgé de 86 ans, il meurt à son domicile 22 rue des Fleurs à Lille, sa femme meurt au Touquet-Paris-Plage le 2 novembre 1918,.

### V

#### Georges Vibert
Georges Vibert (1855-1915) président de la cour d'appel de Douai, chevalier de l'ordre national de la Légion d'honneur, président du syndicat des propriétaires de Touquet-Paris-Plage.
Georges Vibert, est un magistrat, président de la cour d'appel de Douai, mais aussi un poète, peintre, membre de la société académique de Paris-Plage. Il est l'un des premiers propriétaires, boulevard du Docteur Jules Pouget (anciennement boulevard de la Mer). Durant la Première Guerre mondiale, sa femme et sa fille sont infirmières dans les hôpitaux militaires du Touquet-Paris-Plage, leurs récits lui ont inspiré son recueil de poèmes Pendant la guerre.
- Famille et formation

Georges Félix François Vibert naît le 7 septembre 1855 à Coutances dans le département de la Manche, son père est principal au collège de Cherbourg puis inspecteur d'académie, sa mère est la fille du président du tribunal de Coutances.
Il épouse, en 1886, Marthe Farez, fille de M. Farez, ingénieur de Centrale, industriel de Douai, et Mme Béra-Sartiaux, de la famille de l'ingénieur et directeur général de la compagnie des chemins de fer du Nord. Les Farez appartiennent à une famille de magistrats d'élite, comme Maximilien Farez.
Ils ont une fille, Simonne Octavie Léonie, née le 29 novembre 1891 et morte le 12 décembre 1969 à L'Haÿ-les-Roses qui épouse le 6 août 1917 dans le 8e arrondissement de Paris, le lieutenant Pierre Marie Tristan Gabriel de Ferluc, né en 1889, blessé de la Première Guerre mondiale, qu'elle a soigné à l'hôtel Hermitage.
Il fait ses études, sous la direction de son père, à Cherbourg, obtient son baccalauréat et devient docteur en droit. Il s'inscrit au barreau de Paris.
En 1877, à l'âge de 22 ans, il se fait recevoir à la conférence des avocats dont il devient le secrétaire.
- Carrière

Georges Vibert fait ses débuts dans la magistrature, le 27 février 1880, comme substitut à Tours. Il rejoint Douai où, le 7 juillet 1885, il est nommé substitut du procureur général puis, le 3 novembre 1885, avocat général, puis conseiller à la cour d'appel le 24 mars 1887 et enfin président de Chambre le 15 mars 1905.
Tantôt sous son véritable nom et tantôt sous le pseudonyme de Georges de Cavilly, il publie des études et des dissertations juridiques.
Il est également président de la société photographique du Nord de la France.
C'est aussi un artiste, photographe et dessinateur de talent, il réalise, comme son épouse artiste également, des études sur certains coins de Paris-Plage.
- Son histoire à Paris-Plage

Georges Vibert arrive à Paris-Plage en 1902, il fait construire, sur le boulevard de la Mer (Docteur Jules Pouget aujourd'hui), entre la rue Jean Monnet et la rue des Oyats, la villa Le Rayon Vert sur les plans de l'architecte Anatole Bienaimé.
En 1904, il prend la présidence du syndicat des propriétaires en succédant à Ernest Herbecq qui cède sa place pour raison de santé.
À la suite de nombreux actes de vol et de pillage dans les villas, après s'être entendu avec la municipalité de Cucq et le Touquet Syndicate Limited, il fait accepter la nomination d'un garde à demeure avec logement provisoire à l'Atlantic hôtel, en remplacement du garde champêtre de Cucq qui ne venait que de temps en temps.
C'est pendant sa présidence qu'est inauguré, en 1904, l'Atlantic Hôtel, le premier grand hôtel de Paris-Plage.
En 1913, âgé de 58 ans, il prend sa retraite.
Il est membre correspondant de la société académique du Touquet-Paris-Plage.
Dès le début de la Première Guerre mondiale sa ville de Douai est envahie par les Allemands, le bel hôtel qu'il possède est aux mains de l'ennemi, toutes ses œuvres personnelles, objets d'art, mobiliers et autres partent pour l'Allemagne au plus grand désarroi de Georges Vibert. Il est obligé de rester au Touquet-Paris-Plage.
Sa femme et sa fille s'emploient, avec dévouement, aux ambulances à l'hôtel Hermitage.
Cependant, la santé de Georges Vibert ne permet plus un séjour prolongé dans le climat marin, il quitte le Touquet-Paris-Plage pour se réfugier à Paris, rue d'Antin où il meurt le 5 décembre 1915.
- Distinctions

Par décret, en date du 8 janvier 1910, Georges Vibert est nommé chevalier dans l'ordre national de la Légion d'honneur.

#### Hippolyte de Villemessant
Hippolyte de Villemessant (1810-1879) est un journaliste français et patron de journaux dont Le Figaro.
En octobre 1874, Hippolyte de Villemessant est invité par son ami Alphonse Daloz à une partie de chasse dans son domaine du Touquet. Émerveillé par le décor qu’il qualifie d’« Arcachon du Nord », il donne l’idée au propriétaire de lotir une partie de son domaine, d’en faire une station balnéaire et de lui donner le nom de « Paris-Plage ». C’est ainsi qu’en 1882, Alphonse Daloz crée le premier lotissement (partie du Touquet-Paris-Plage aujourd’hui à l’ouest du boulevard Daloz).

### W

#### John Whitley
John Whitley (1843-1922) est un Britannique à l'origine, du développement de la station du Touquet-Paris-Plage, le transformateur et l'organisateur avec le Touquet Syndicate Limited et le créateur de la station d'Hardelot-Plage.
Il est l'un des huit fondateurs le 9 juillet 1906 de la société académique de Paris-Plage.

## Pour approfondir